# Liste der Biografien/Dom
Liste der Biografien |
Portal Biografien |
Personensuche
# |
A |
B |
C |
D |
E |
F |
G |
H |
I |
J |
K |
L |
M |
N |
O |
P |
Q |
R |
S |
T |
U |
V |
W |
X |
Y |
Z |
?
 
Da |
Db |
Dc |
Dd |
De |
Dg |
Dh |
Di |
Dj |
Dk |
Dl |
Dm |
Dn |
Do |
Dq |
Dr |
Ds |
Du |
Dv |
Dw |
Dy |
Dz
 
Doa |
Dob |
Doc |
Dod |
Doe |
Dof |
Dog |
Doh |
Doi |
Doj |
Dok |
Dol |
Dom |
Don |
Doo |
Dop |
Doq |
Dor |
Dos |
Dot |
Dou |
Dov |
Dow |
Dox |
Doy |
Doz
Die Liste der Biografien führt alle Personen auf, die in der deutschsprachigen Wikipedia einen Artikel haben. Dieses ist eine Teilliste mit 649 Einträgen von Personen, deren Namen mit den Buchstaben „Dom“ beginnt.

## Dom
- Dom Domi, belgischer Comicautor
- Dom, Annelies (* 1986), belgische Radsportlerin
- Dom, Arthur (1903–1996), deutsch-niederländischer Motorradrennfahrer und Ingenieur
- Dom, Jeanny (* 1954), luxemburgische Tischtennisspielerin und -funktionärin
- Dom, Kronkel, deutsch-polnischer Rapper
- Dom, Michael (* 1977), papua-neuguineischer Lyriker

### Doma
- Doma, Akos (* 1963), deutscher Schriftsteller und Übersetzer
- Doma, Ernő (* 1974), ungarischer Fußballspieler und -trainer
- Domaç, Lara (* 1999), türkische Schauspielerin
- Domaç, Selen (* 1981), türkische Schauspielerin
- Domachowska, Marta (* 1986), polnische Tennisspielerin
- Domagała, Jacek (* 1947), polnischer Komponist
- Domagała, Jan (* 1896), polnischer KZ-Häftling
- Domagalla, Hans (* 1935), deutscher Fußballspieler
- Domagalla, Helmut (1932–1995), deutscher Fußballspieler und -trainer
- Domagk, Gerhard (1895–1964), deutscher Pathologe und Bakteriologe
- Domagoj († 876), Fürst des dalmatinischen Kroatiens
- Domahs, Frank (* 1967), deutscher Sprachwissenschaftler
- Domahs, Ulrike (* 1968), deutsche Neurolinguistin
- Domaingo, Anton (1811–1894), österreichischer Postmeister und Politiker, Landtagsabgeordneter
- Domalewski, Piotr (* 1983), polnischer Theater- und Filmschauspieler, Filmregisseur und Drehbuchautor
- Domalik, Zofia (* 1995), polnische Schauspielerin
- d’Omalius d’Halloy, Jean Baptiste (1783–1875), belgischer Geologe
- Doman, Cole (* 1993), US-amerikanischer Film- und Bühnenschauspieler
- Doman, Jim (1949–1992), US-amerikanischer Pokerspieler
- Doman, John (* 1945), US-amerikanischer SchauspielerJohn Doman (* 1945)

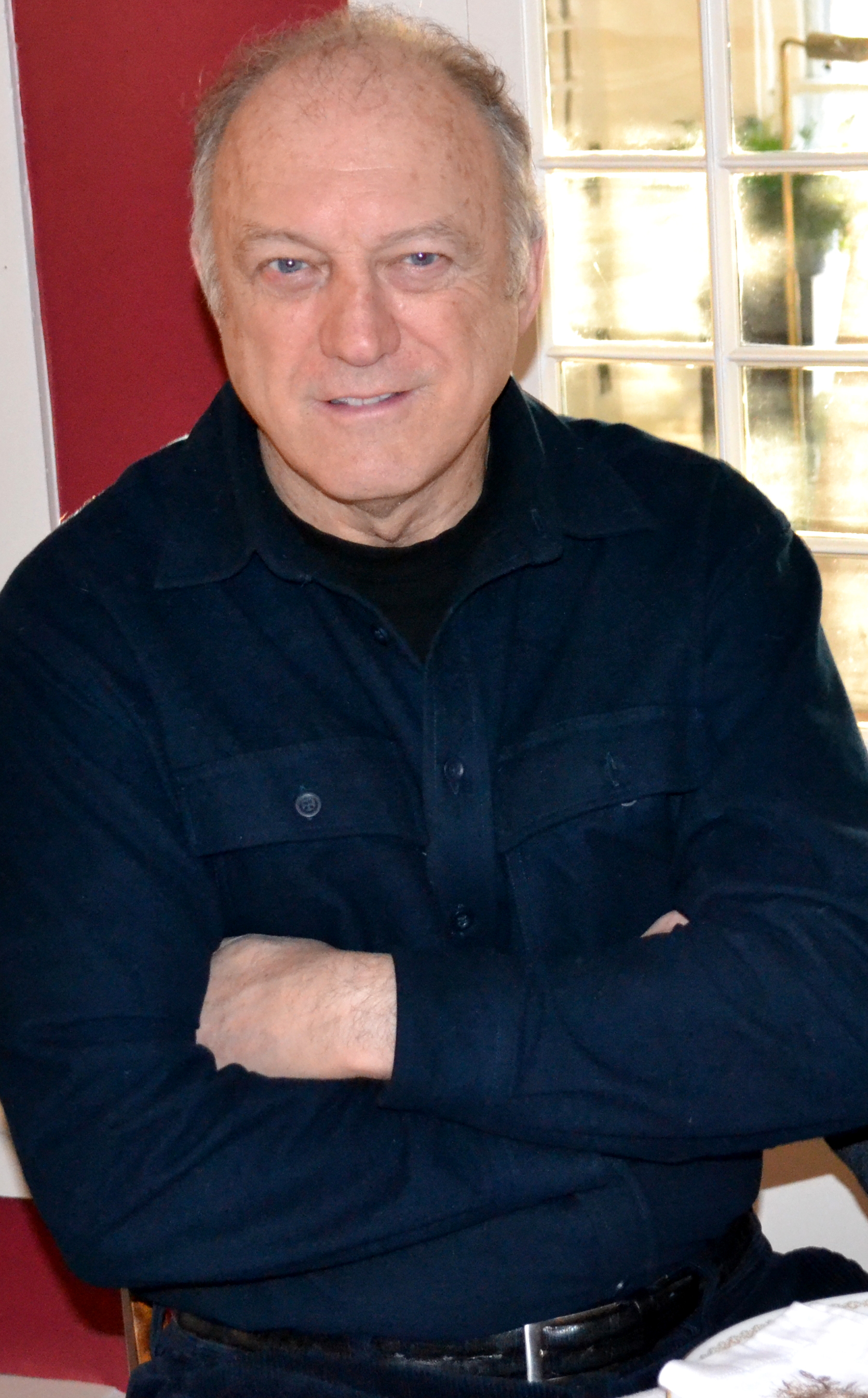
John Doman (* 1945)

- Domancich, Sophia (* 1957), französische Jazzpianistin und Komponistin
- Domangart I., König des irisch-schottischen Königreichs Dalriada (501–507)
- Domangart II. († 673), König von Dalriada
- Domanico, Chuck (1944–2002), US-amerikanischer Jazz-Bassist und Bassgitarrist
- Domanig, Carl (1851–1913), österreichischer Numismatiker und Schriftsteller
- Domanig, Erwin (1898–1985), österreichischer Chirurg, Statthalter des Ritterorden vom Heiligen Grab zu Jerusalem in Österreich
- Domanig, Maria (1884–1941), österreichische Schriftstellerin, Publizistin und Redakteurin
- Domanínská, Libuše (1924–2021), tschechoslowakische Opernsängerin (Sopran)
- Domann, Ingrid (* 1952), deutsche Schauspielerin
- Domann, Johann (1564–1618), Jurist und Syndicus der Hanse
- Domann-Käse, Mario (* 1966), deutscher Politiker (SPD)
- Domanović, Radoje (1873–1908), serbischer Lehrer, Schriftsteller und Satiriker
- Domanowski, Heide (* 1969), deutsche Schauspielerin und Synchronsprecherin
- Domańska, Joanna (* 1959), polnische Pianistin und Pädagogin
- Domanski Lyfors, Marika (* 1960), schwedische Fußballspielerin, -trainerin und -funktionärin
- Domański, Bolesław (1872–1939), deutsch-polnischer Pfarrer und politischer Aktivist polnischer Minderheiten in der Weimarer Republik
- Domański, Kazimierz (1934–2018), polnischer Radrennfahrer
- Domansky, Don (* 1946), kanadischer Sportler
- Domanský, Hanuš (1944–2021), slowakischer Komponist
- Domansky, Walther (1860–1936), deutscher Theologe und Schriftsteller
- Domar, Evsey D. (1914–1997), US-amerikanischer Wirtschaftswissenschaftler
- Domaracki, Marek (1964–2019), polnischer Politiker, Mitglied des Sejm
- Domarkaitė, Laima (* 1970), litauische Schachspielerin und Schachschiedsrichterin
- Domarkas, Juozas (* 1936), litauischer Musiker, Orchester-Dirigent
- Domarkas, Rimundas (* 1954), litauischer Politiker (Tėvynės Sąjunga)
- Domarkas, Tomas (* 1977), litauischer Politiker
- Domarkas, Vidimantas (* 1965), litauischer Politiker
- Domarkas, Virginijus (* 1960), litauischer Politiker
- Domarkas, Vladislavas (1939–2016), litauischer Radio-Ingenieur, Rektor und Politiker
- Domarski, Jan (* 1946), polnischer Fußballspieler
- Domarus, Alexander von (1881–1945), deutscher Mediziner
- Domarus, Max (1911–1992), deutscher Historiker
- Domarus, Max Eugen (1866–1946), deutscher Archivar und Direktor des Staatsarchivs Wiesbaden (1921–1931)
- Domaš, Jasminka (* 1948), kroatische Autorin
- Domaschk, Erich (1908–1974), deutscher Offizier und Widerstandskämpfer gegen den Nationalsozialismus
- Domaschk, Matthias (1957–1981), deutscher Bürgerrechtler (DDR) und Stasiopfer
- Domaschke, Erik (* 1985), deutscher Fußballspieler
- Domaschnian, Georg (1868–1940), österreich-ungarischer Generalmajor, sodann rumänischer Divisionsgeneral und Politiker
- Domašcyna, Róža (* 1951), sorbische Lyrikerin und Übersetzerin
- Domaševa, Julija (* 1986), litauische Chorleiterin
- Domasin, Larry (* 1955), US-amerikanischer Filmschauspieler
- Domaškojc, Marjana (1872–1946), sorbische Fabrikarbeiterin und Arbeiterschriftstellerin
- Domaslava, Königsgemahlin in Kroatien
- Domaszewski, Alfred von (1856–1927), österreichischer Altertumsforscher
- Domat, Jean (1625–1696), französischer Anwalt
- Domay, Erhard (1940–2012), deutscher evangelischer Geistlicher
- Domazet, Anto (* 1947), bosnischer Ökonom und Politiker (SDP)
- Domažlický, František (1913–1997), tschechischer Geiger, Bratscher und Komponist
- Domazos, Dimitrios (1942–2025), griechischer Fußballspieler

### Domb
- Domb, Cyril (1920–2012), britischer Physiker
- Domba Mady, Richard (1953–2021), kongolesischer Geistlicher, römisch-katholischer Bischof von Doruma-Dungu
- Dombart, Theodor (1884–1969), deutscher Architekt und Hochschullehrer
- Dombasle, Arielle (* 1953), französische Schauspielerin und SängerinArielle Dombasle (* 1953)

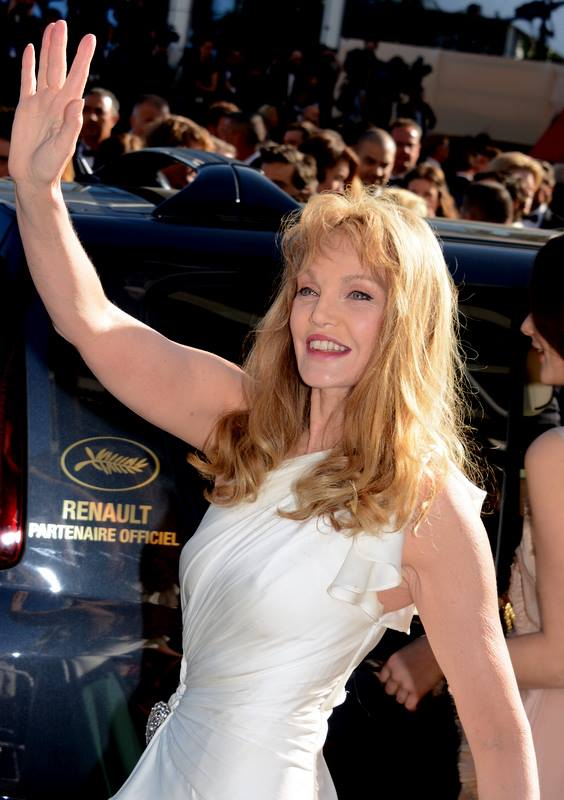
Arielle Dombasle (* 1953)

- Dombasle, Christoph Joseph Alexandre Mathieu de (1777–1843), französischer Agrarwissenschaftler
- Dombaxi, Gerhard (* 1996), deutscher Fußballspieler
- Dombeck, Carola (* 1960), deutsche Geräteturnerin
- Dombek, Bernhard (* 1939), deutscher Notar und Rechtsanwalt
- Dombek, Paul (1865–1925), Redakteur und Politiker, MdR, Bürgermeister
- Domberger, Luitpold (1912–2005), deutscher Künstler, Pionier des künstlerischen Siebdrucks in Deutschland
- Dombert, Andreas (* 1979), deutscher Gitarrist
- Dombert, Matthias (* 1955), deutscher Rechtswissenschaftler
- Dombi, Rudolf (* 1986), ungarischer Kanute
- Dombi, Tibor (* 1973), ungarischer Fußballspieler
- Dombi, Zétény (* 1975), ungarischer Leichtathlet
- Dombois, Adolf von (1857–1944), deutscher Jurist, Politiker in der Finanzverwaltung und Bankier
- Dombois, Adolph (1823–1891), deutscher Verwaltungsbeamter und Landrat
- Dombois, Andrea (* 1958), deutsche Politikerin (DDR-CDU, CDU), MdL, Vizepräsidentin des Sächsischen Landtages
- Dombois, Eugen M. (1931–2014), Schweizer Musiker und Musikdozent
- Dombois, Florian (* 1966), deutscher Künstler
- Dombois, Friedrich (1860–1931), deutscher Verwaltungsbeamter, Landrat und Senatspräsident am Preußischen Oberverwaltungsgericht
- Dombois, Friedrich Wilhelm (1890–1982), deutscher Verwaltungsjurist und Landrat
- Dombois, Hans (1907–1997), evangelischer Jurist und Kirchenrechtler
- Dombois, Johanna (* 1967), deutsche Publizistin und Autorin
- Dombois, Karl (1801–1864), Oberschultheiß und Mitglied der Landstände des Herzogtums Nassau
- Dombois, Walter von (1889–1972), deutscher Jurist und Landrat
- Dombos, Ottó (1928–2019), ungarischer Fußballspieler und -trainer
- Domboy, César (* 1990), französischer SchauspielerCésar Domboy (* 1990)

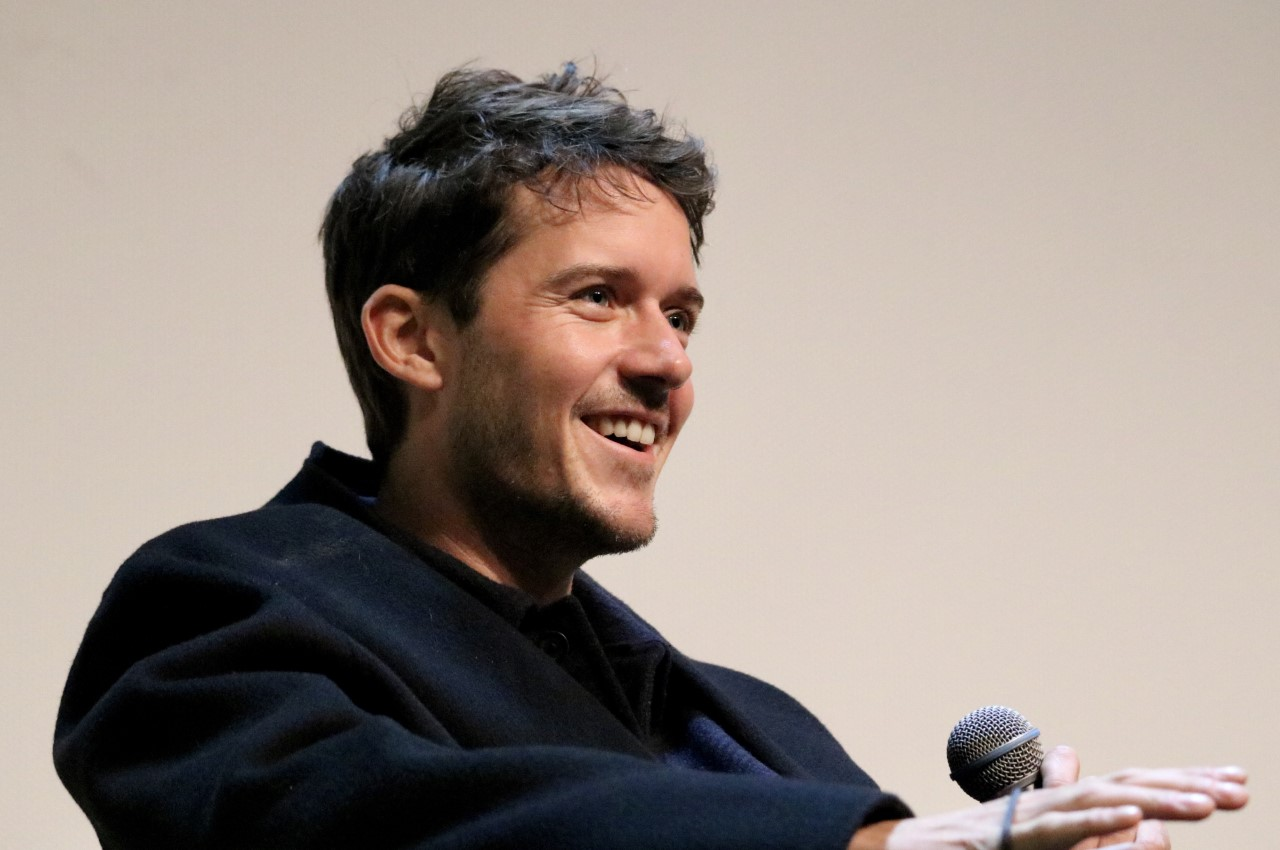
César Domboy (* 1990)

- Dombrády, Géza S. (1924–2006), ungarischer Japanologe
- Dombrecht, Paul (* 1948), belgischer Oboist und Dirigent
- Dombret, Andreas Raymond (* 1960), deutsch-amerikanischer Wirtschaftswissenschaftler und Bankmanager
- Dombrink, Julius (* 1989), deutscher Film- und TheaterschauspielerJulius Dombrink (* 1989)

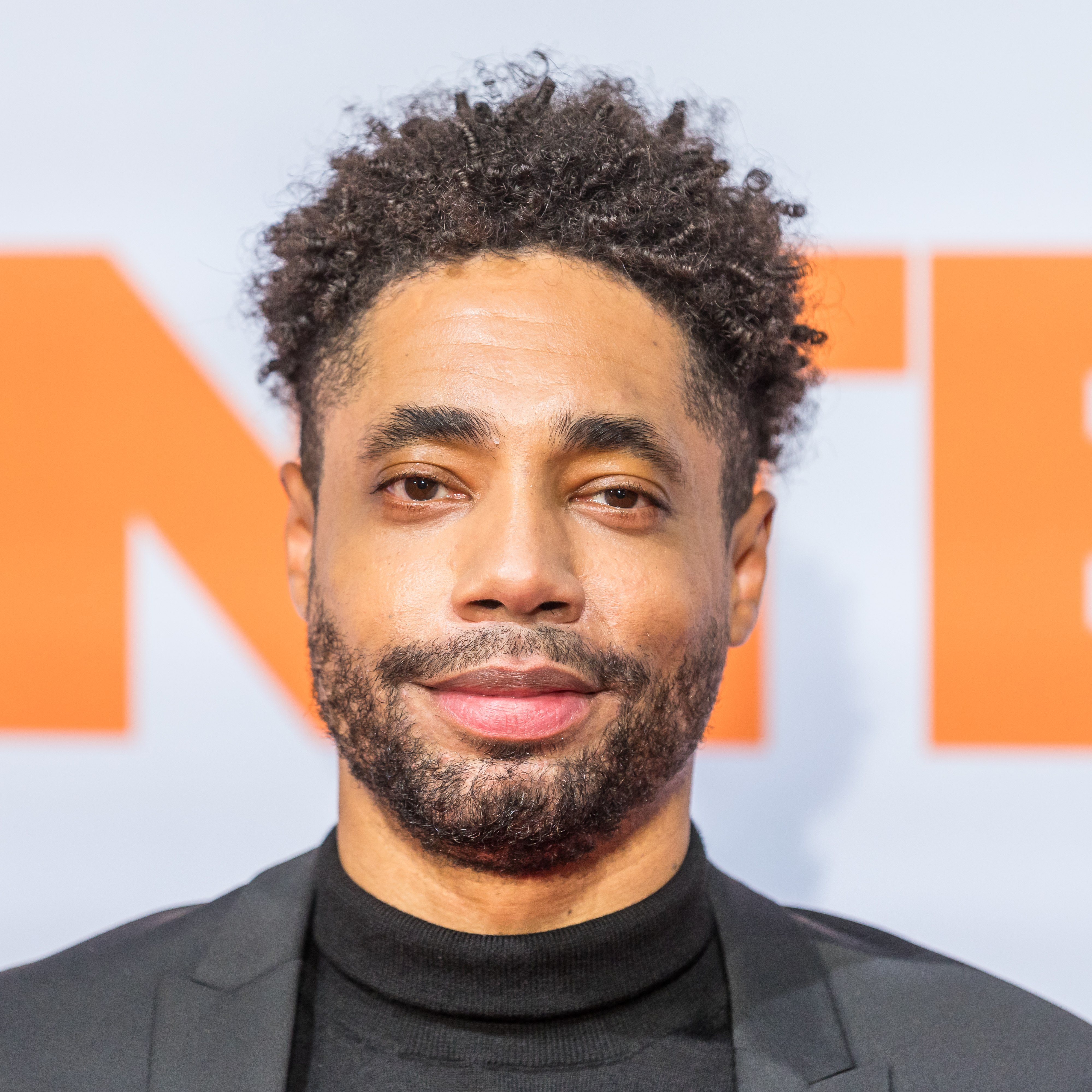
Julius Dombrink (* 1989)

- Dombroski, Amy (1987–2013), US-amerikanische Radsportlerin
- Dombrovski, Karol (* 1991), litauischer Biathlet
- Dombrovskis, Valdis (* 1971), lettischer Politiker, MdEP
- Dombrovskis, Vjačeslavs (* 1977), lettischer Politiker
- Dombrowa, Tobias (* 1999), deutscher Fußballspieler
- Dombrowe, Daniel (* 1973), deutscher DJ und Eventmanager
- Dombrowka, Max (* 1992), deutscher Fußballspieler
- Dombrowskaja, Jelena (* 1990), kasachische Sprinterin
- Dombrowski, Damian (* 1966), deutscher Kunsthistoriker und Hochschullehrer
- Dombrowski, Daniel (* 1953), US-amerikanischer Philosoph an der Seattle University
- Dombrowski, Dieter (* 1951), deutscher Politiker (CDU), MdL
- Dombrowski, Dominik (* 1964), deutschamerikanischer Autor und Übersetzer
- Dombrowski, Erich (1882–1972), deutscher Journalist und Schriftsteller
- Dombrowski, Ernst von (1862–1917), böhmischer Jäger und Schriftsteller
- Dombrowski, Ernst von (1896–1985), österreichischer Autor, Xylograph und Illustrator
- Dombrowski, Felix von (1895–1954), österreichischer Sänger, Bühnen- und Filmschauspieler sowie Rundfunkmoderator
- Dombrowski, Hansmaria (1897–1977), deutscher Komponist und Dirigent
- Dombrowski, Herbert (* 1935), deutscher Tischtennisspieler
- Dombrowski, Jens (* 1963), deutscher Fußballspieler
- Dombrowski, Joseph (* 1991), US-amerikanischer Straßenradrennfahrer
- Dombrowski, Juri Ossipowitsch (1909–1978), sowjetischer Schriftsteller
- Dombrowski, Karl von (1872–1951), deutscher Tier- und Jagdmaler
- Dombrowski, Lothar (1930–2001), deutscher Journalist und Moderator
- Dombrowski, Lutz (* 1959), deutscher Leichtathlet und OlympiasiegerLutz Dombrowski (* 1959)

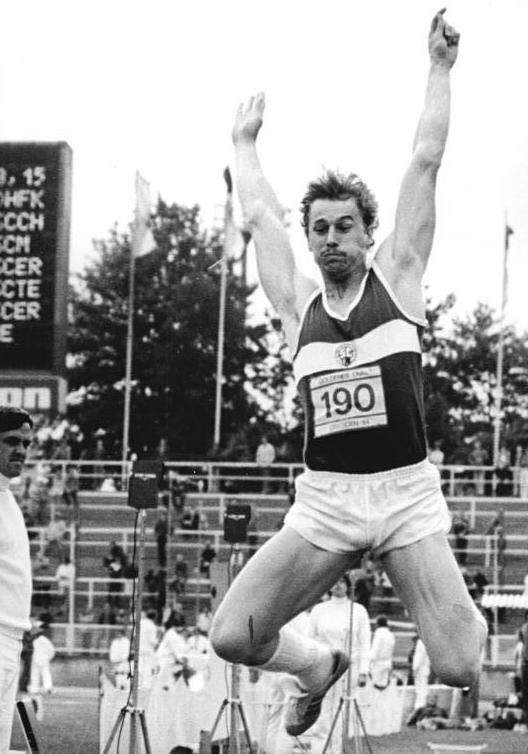
Lutz Dombrowski (* 1959)

- Dombrowski, Niclas (* 1991), deutscher Handballspieler
- Dombrowski, Nini (1899–1960), deutsche Musikpädagogin und Mitherausgeberin des Liederbuches „Der Spielmann“
- Dombrowski, Paula (* 1975), deutsche Schauspielerin
- Dombrowski, Peter (1928–2025), deutscher Mathematiker
- Dombrowski, Ralf (* 1965), deutscher Jazzjournalist und Jazzautor
- Dombrowski, Raoul von (1833–1896), österreichischer Forstwissenschaftler
- Dombrowski, Robert von (1869–1932), böhmischer Ornithologe
- Dombrowski, Siegfried (1916–1977), deutscher Geheimdienstler, Offizier der Verwaltung Aufklärung
- Dombrowski, Theodor (1925–2014), deutscher Philosoph und Autor
- Dombrowski, Uwe (* 1950), deutscher Ingenieur und Hochschullehrer
- Dombrowski, Wolfgang (* 1933), deutscher Berufsoffizier
- Dombrowsky, Adolf (* 1838), deutscher Schauspieler und Regisseur
- Dombrowsky, Camille (* 1997), deutsche Schauspielerin und Sängerin
- Dombrowsky, Peter (1945–2022), deutscher Kommunalpolitiker (CDU)
- Dombrowsky, Richard (1911–1987), deutscher Polizeioffizier in der DDR
- Dombrowsky, Wolf R. (* 1948), deutscher Soziologe
- Domburs, Jānis (* 1972), lettischer Journalist und Fernsehmoderator
- Dombvári, Bence (* 1992), ungarischer Kanute

### Domc
- Domcke, Hans (1923–2010), deutscher Jurist und Funktionär des Deutschen Alpenvereins

### Domd
- Domdey, Angi (* 1950), deutsche Jazzsängerin und Liedermacherin
- Domdey, Horst (* 1951), deutscher Biochemiker und Unternehmensgründer
- Domdey, Karl-Heinz (1926–2012), deutscher Wirtschaftswissenschaftler und Hochschullehrer

### Dome
- Döme, Róbert (* 1979), slowakischer Eishockeyspieler
- Domeier, Erich (1909–1975), deutscher Lehrer, Studiendirektor und Funktionär des Deutschen Alpenvereins
- Domeier, Frank (* 1964), deutscher Autor
- Domeier, Johann Gabriel (1717–1790), deutscher Historiker, Verwaltungsbeamter und Bürgermeister von Moringen
- Domeier, Jörn (* 1979), deutscher Politiker (SPD), MdL Niedersachsen
- Domeier, Lucie (1767–1836), deutsche Schriftstellerin
- Domeier, Norman (* 1979), deutscher Historiker und Hochschullehrer
- Domeier, Wilhelm Friedrich (1763–1815), hannoveranischer Hofarzt
- Domeij, Kristoffer (1982–2011), US-amerikanischer Soldat im Afghanistankrieg
- Domeij, Sofia (* 1976), schwedische Biathletin
- Domeika, Arvidas (* 2000), litauischer Eishockeyspieler
- Domej, Tanja (* 1977), österreichische Rechtswissenschaftlerin
- Domeki, Masato (* 1983), japanischer Eishockeyspieler
- Domela Nieuwenhuis, Ferdinand (1846–1919), niederländischer Politiker
- Domela, Harry († 1979), lettisch-baltendeutscher Hochstapler, Autor und Spanienkämpfer
- Domela, Jan (1894–1973), US-amerikanischer Künstler und Illustrator
- Dömeland, Béatrice (* 1973), deutsche Volleyballspielerin
- Dōmen, Kazunari (* 1953), japanischer Chemiker
- Domenec, Michael (1816–1878), spanischer Ordensgeistlicher und römisch-katholischer Bischof von Allegheny
- Domènech Calatayud, Roberto (* 2002), spanischer Handballspieler
- Domènech i Estapà, Josep (1858–1917), spanischer Architekt des katalanischen Modernismus
- Domènech i Montaner, Lluís (1850–1923), spanischer ArchitektLluís Domènech i Montaner (1850–1923)

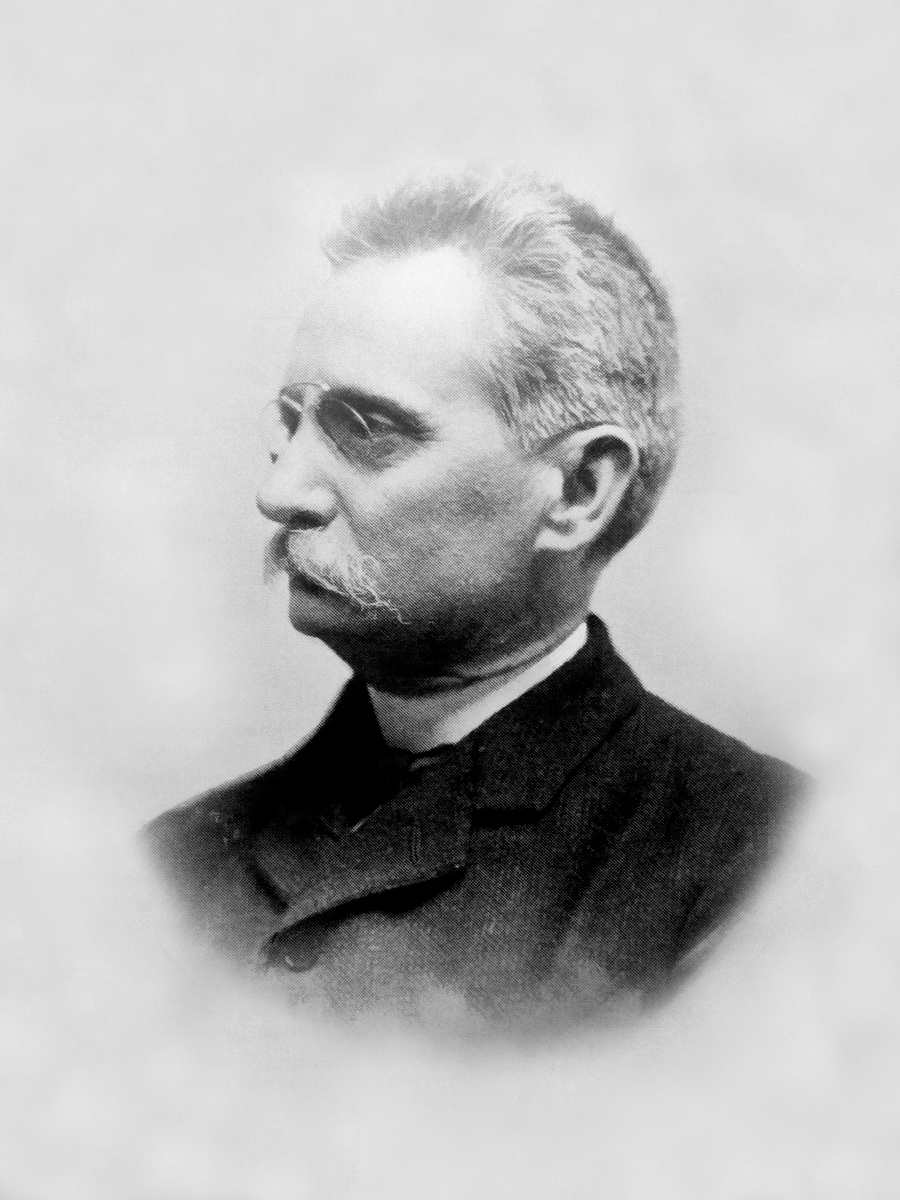
Lluís Domènech i Montaner (1850–1923)

- Domènech i Roura, Pere (1881–1962), spanischer Architekt des katalanischen Modernismus
- Domenech, Jordi, spanischer Wirtschaftswissenschafter und -historiker
- Domènech, Josep Maria (* 1949), spanischer Journalist
- Domenech, Raymond (* 1952), französischer Fußballspieler und -trainer
- Domeneghini, Anton Gino (1897–1966), italienischer Werbefachmann und Filmanimator
- Domeneginis, Frangiskos († 1874), griechischer Politiker, Dichter, Maler und Komponist
- Domenego, Hans (1926–1990), österreichischer Kinder- und Jugendbuchautor, Verlagslektor
- Domenego, Melanie (* 1874), österreichische Opernsängerin (Sopran)
- Domenge i Antiga, Melcior (1871–1939), spanischer Maler
- Domengeaux, James (1907–1988), US-amerikanischer Politiker
- Domenghini, Angelo (* 1941), italienischer Fußballspieler und -trainer
- Domenica, Julia (* 1981), deutsche Filmschauspielerin
- Domenicali, Antonio (1936–2002), italienischer Radrennfahrer
- Domenicali, Stefano (* 1965), italienischer Rennsport-TeamchefStefano Domenicali (* 1965)

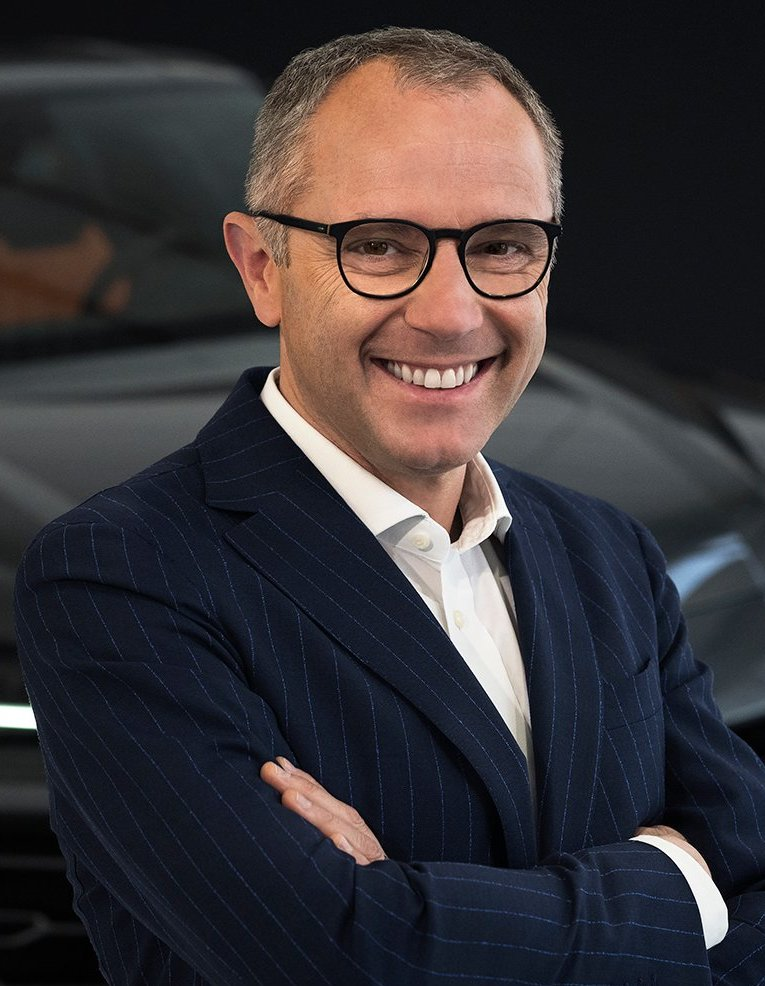
Stefano Domenicali (* 1965)

- Domenichelli, Giuseppe (1887–1955), italienischer Turner
- Domenichelli, Hnat (* 1976), kanadisch-schweizerischer Eishockeyspieler und -funktionär
- Domenichetti, Giulia (* 1984), italienische Fußballspielerin
- Domenichino (1581–1641), italienischer Maler
- Domenici, Antonio (* 1958), italienischer Filmregisseur und Drehbuchautor
- Domenici, Leonardo (* 1955), italienischer Politiker, MdEP
- Domenici, Pete (1932–2017), US-amerikanischer Politiker (Republikanische Partei)
- Domenico da Cese (1905–1978), italienischer Kapuziner und Ordenspriester
- Domenico da Piacenza, italienischer Tanzmeister und Tanztheoretiker
- Domenico di Cecco († 1488), italienischer Maler
- Domenico di Michelino (1417–1491), italienischer Maler der Florentiner Schule
- Domenico Michiel, Vizedoge von Venedig
- Domeniconi, Carlo (* 1947), italienischer Gitarrist und Komponist
- Domenig, Aya (* 1972), japanisch-schweizerische Filmemacherin und Ethnologin
- Domenig, Gerald (* 1953), österreichischer zeitgenössischer Künstler
- Domenig, Günther (1934–2012), österreichischer Architekt
- Domenig, Hans (1901–1976), österreichischer Bildhauer
- Domenig, Hans (1934–2023), Schweizer evangelischer Pfarrer, Fotograf und Autor
- Domenig, Hans Jürg (* 1964), Schweizer Unternehmer, Autor und Franchisepionier
- Domenig, Johannes (* 1963), österreichischer Bildhauer
- Domenig, Max (1886–1952), österreichischer Bildhauer
- Domenig, Thomas (* 1933), Schweizer Architekt
- Domentiolos, Feldherr des oströmischen Kaisers Phokas
- Domer, Bettina (* 1966), deutsche Politikerin (SPD), MdA
- Dömer, Markus (* 1969), deutscher Karambolagespieler
- Domercant, Henry (* 1980), US-amerikanisch-bosnischer Basketballspieler
- Domergue, Charles (1914–2008), französischer Naturforscher, Ornithologe, Höhlenforscher und Herpetologe
- Domergue, Claude (* 1932), französischer Archäologe
- Domergue, Faith (1924–1999), US-amerikanische SchauspielerinFaith Domergue (1924–1999)

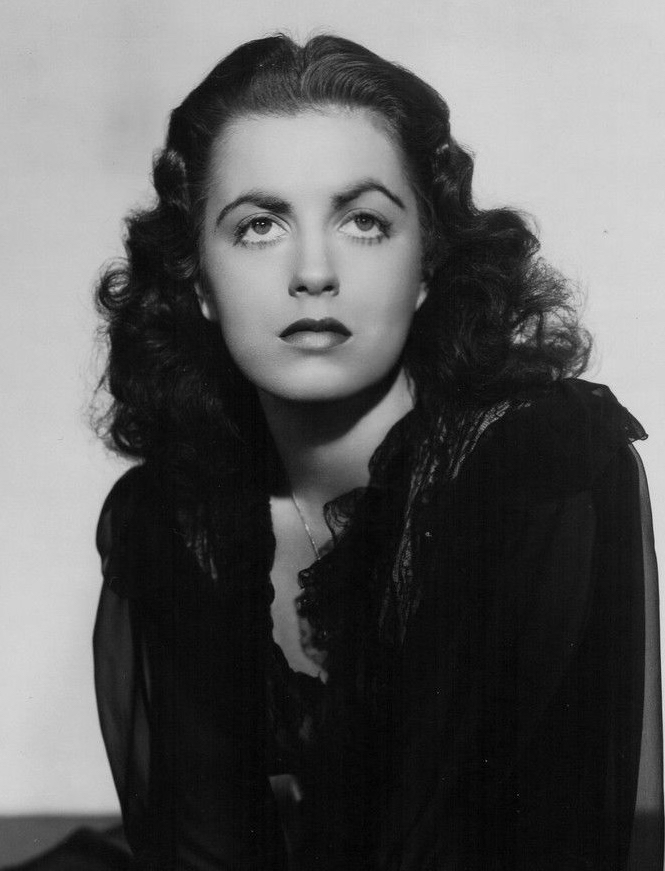
Faith Domergue (1924–1999)

- Domergue, François-Urbain (1745–1810), französischer Grammatiker und Journalist
- Domergue, Jean-François (* 1957), französischer Fußballspieler und -trainer
- Domergue, Jean-Gabriel (1889–1962), französischer Maler und Plakatkünstler
- Domergue, Marcel (* 1901), französischer Fußballspieler
- Domes, Alfred (1901–1984), deutscher politischer Publizist
- Domes, Diether F. (1939–2016), deutscher Maler
- Domes, Franz (1863–1930), österreichischer Gewerkschafter und Politiker (SDAP), Abgeordneter zum Nationalrat
- Domes, Josefine (* 1981), deutsche Musikerin und Schauspielerin
- Domes, Jürgen (1932–2001), deutscher Politologe
- Domes, Robert (* 1961), deutscher Journalist und Schriftsteller
- Domesle, Andrea (* 1969), deutsche Kunsthistorikerin, Kulturmanagerin und Kuratorin
- Domet, Aziz (1890–1943), palästinensischer Lehrer, Dramatiker, Schriftsteller und Dichter
- Dometius († 284), Bischof von Byzantion
- Domett, Alfred (1811–1887), englisch-neuseeländischer Politiker und Dichter
- Domevscek, Lukas Paolo (* 1999), österreichischer Handballspieler
- Domeyko, Ignacy (1802–1889), polnischer Geologe

### Domg
- Domgjoni, David (* 1997), kosovarischer Fußballspieler
- Domgjoni, Toni (* 1998), schweizerisch-kroatischer Fussballspieler
- Domgörgen, Hein (1898–1972), deutscher Boxer
- Domgörgen, Jakob (1908–1966), deutscher Boxer
- Domgörgen, Ulf (* 1956), deutscher Jurist, Richter am Bundesverwaltungsgericht
- Domgraf-Fassbaender, Willi (1897–1978), deutscher OpernsängerWilli Domgraf-Fassbaender (1897–1978)

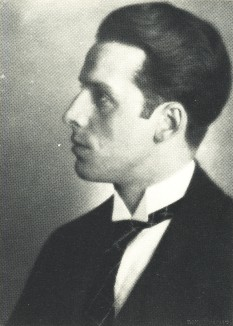
Willi Domgraf-Fassbaender (1897–1978)

### Domh
- Domhardt, Alfred Gustav Friedrich von (1792–1856), deutscher Gutsbesitzer
- Domhardt, Gerd (1945–1997), deutscher Komponist
- Domhardt, Johann Friedrich von (1712–1781), preußischer Verwaltungsbeamter
- Domhardt, Ludwig Friedrich von (1744–1814), preußischer Beamter
- Domhardt, Wolfgang (1951–2019), deutscher Politiker (SPD), MdL
- Domhnall, 6. Earl of Mar, schottischer Magnat
- Domhnall, 8. Earl of Mar (1293–1332), schottischer Magnat
- Domhoff, Bärbel, deutsche Fußballtorhüterin
- Domhoff, George William (* 1936), US-amerikanischer Psychologe, Professor für Psychologie und Soziologie

### Domi
- Domi, Didier (* 1978), französischer Fußballspieler
- Domi, Fluturim (* 2000), albanischer Fußballspieler
- Domi, Max (* 1995), kanadischer Eishockeyspieler
- Domi, Tie (* 1969), kanadischer Eishockeyspieler
- Domian, Jürgen (* 1957), deutscher Autor, Journalist sowie Fernseh- und RadiomoderatorJürgen Domian (* 1957)

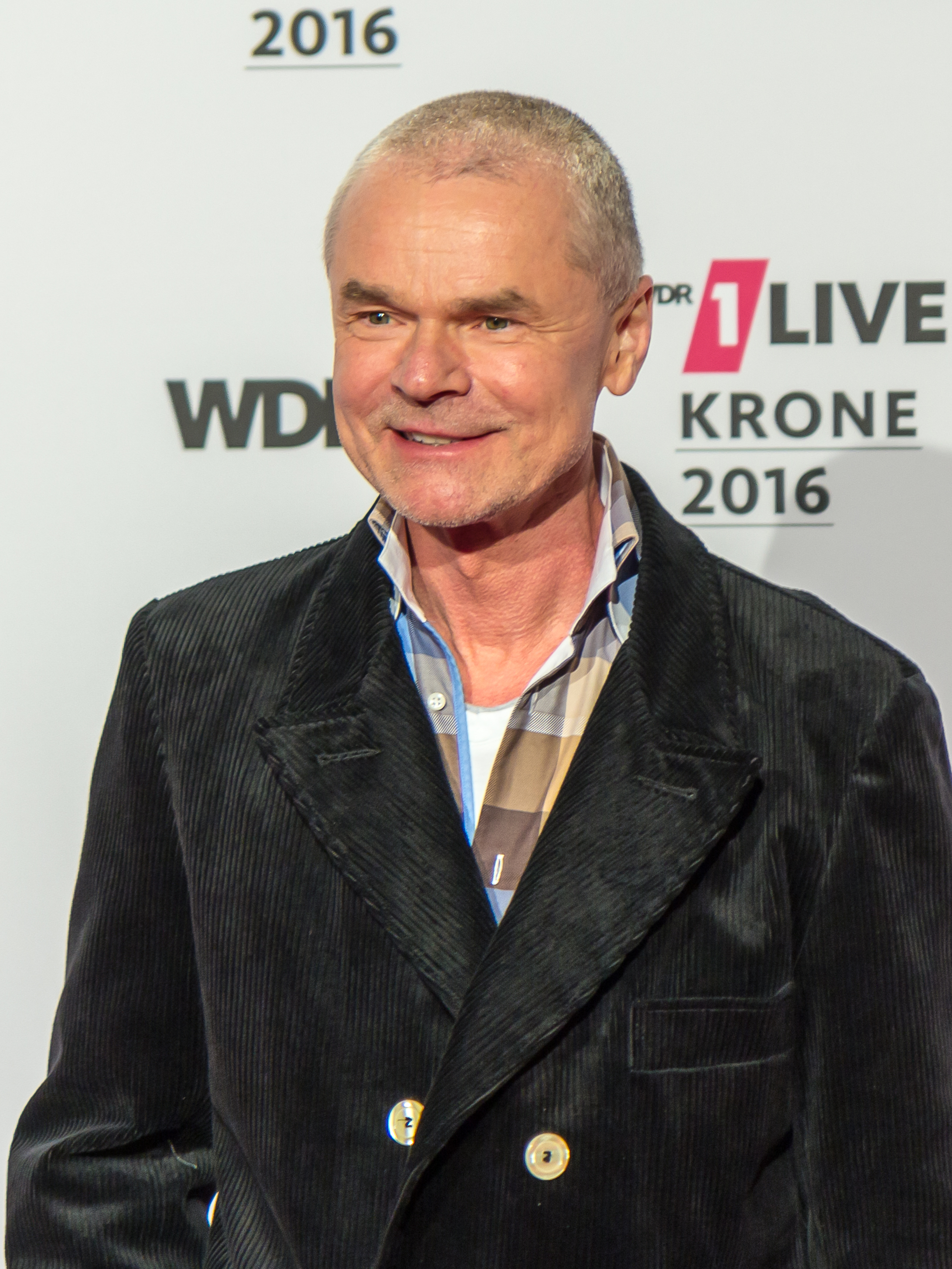
Jürgen Domian (* 1957)

- Domian, Thomas (* 1964), deutscher Ruderer
- Domide, Flavius (* 1946), rumänischer Fußballspieler
- Domig, Christoph (* 1992), österreichischer Fußballspieler
- Domig, Christopher (* 1980), US-amerikanisch-österreichischer Schauspieler, Theaterregisseur und Musiker
- Domik, Gitta (* 1957), österreichische Informatikerin und Hochschullehrerin
- Domin, Czesław (1929–1996), polnischer Geistlicher, Bischof von Koszalin-Kołobrzeg
- Domin, Friedrich (1902–1961), deutscher Schauspieler und Theaterregisseur
- Domin, Hilde (1909–2006), deutsche LyrikerinHilde Domin (1909–2006)

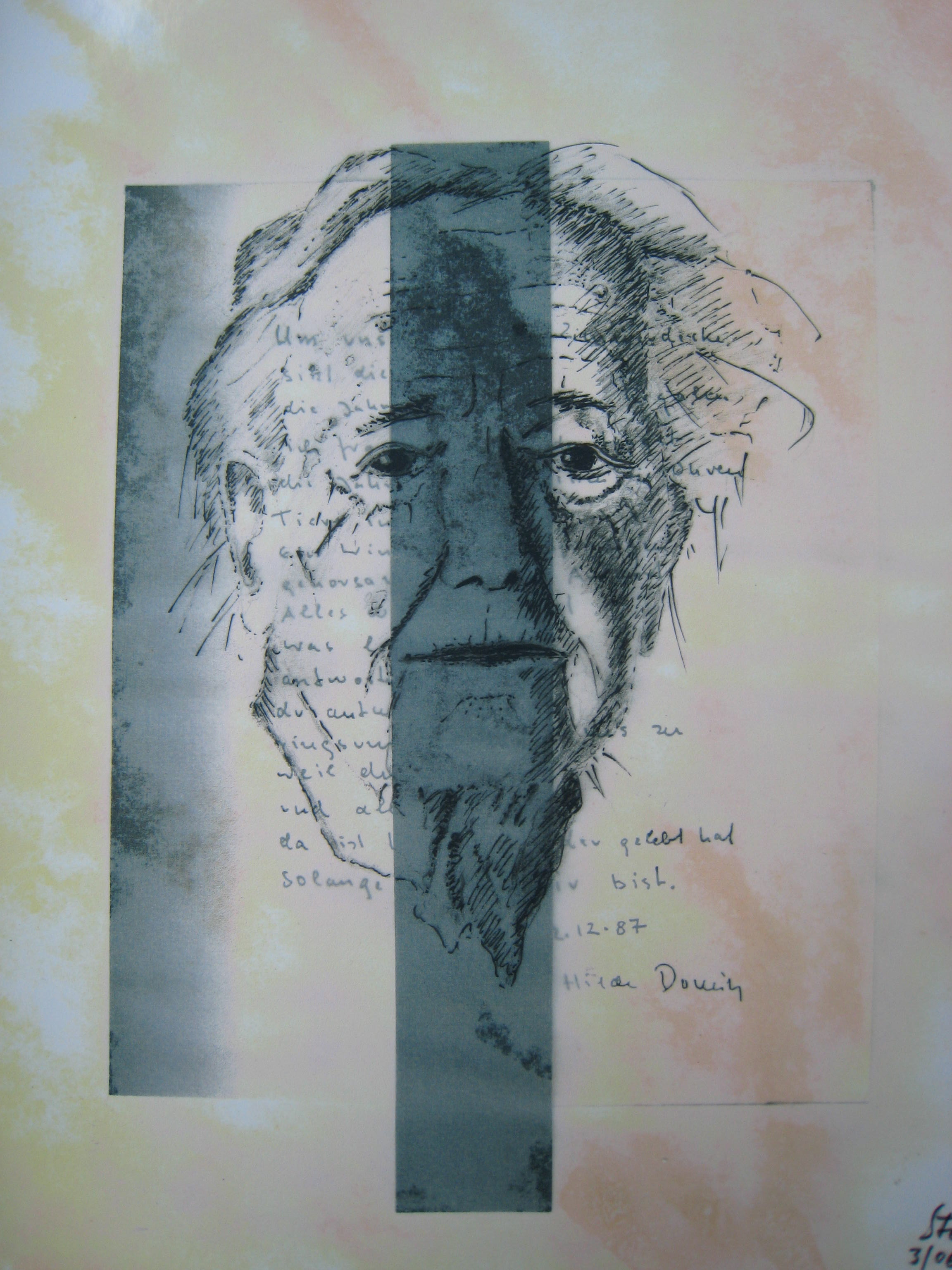
Hilde Domin (1909–2006)

- Domin, Josip Franjo (1754–1819), kroatisch-ungarischer Physiker, Priester und Mediziner, Erfinder der Elektrotherapie
- Domin, Karel (1882–1953), tschechischer Botaniker
- Domina, Fritz (1902–1975), deutscher Pianist, Arrangeur und Filmkomponist
- Domińczyk, Dagmara (* 1976), polnisch-US-amerikanische Schauspielerin
- Domińczyk, Marika (* 1980), US-amerikanische Schauspielerin polnischer Herkunft
- Dominé, André (* 1946), deutscher Journalist und Weinautor
- Dominedò, Giovanni (* 1938), italienischer Diplomat
- Domingas Alves, Maria (* 1959), osttimoresische Politikerin; Sozialministerin, Beamtin
- Domingo Davila, Alejandro Santo (* 1977), kolumbianisch-US-amerikanischer Unternehmer
- Domingo de Guerra, Pedro José (1809–1879), Präsident Boliviens
- Domingo de la Calzada († 1109), Förderer der Jakobswallfahrt; Heiliger
- Domingo de Santo Tomás (1499–1570), spanischer Missionar in Peru und Sprachwissenschaftler
- Domingo Ferrer, Plácido (1907–1987), spanischer Zarzuelasänger (Bariton) und der Vater der Operntenors Plácido Domingo
- Domingo Gygax, Marc (* 1965), spanischer Althistoriker
- Domingo Soler, Amalia (1835–1909), spanische Schriftstellerin und Spiritistin
- Domingo, Colman (* 1969), US-amerikanischer Schauspieler, Bühnenautor, Tänzer, Sänger und TheaterregisseurColman Domingo (* 1969)

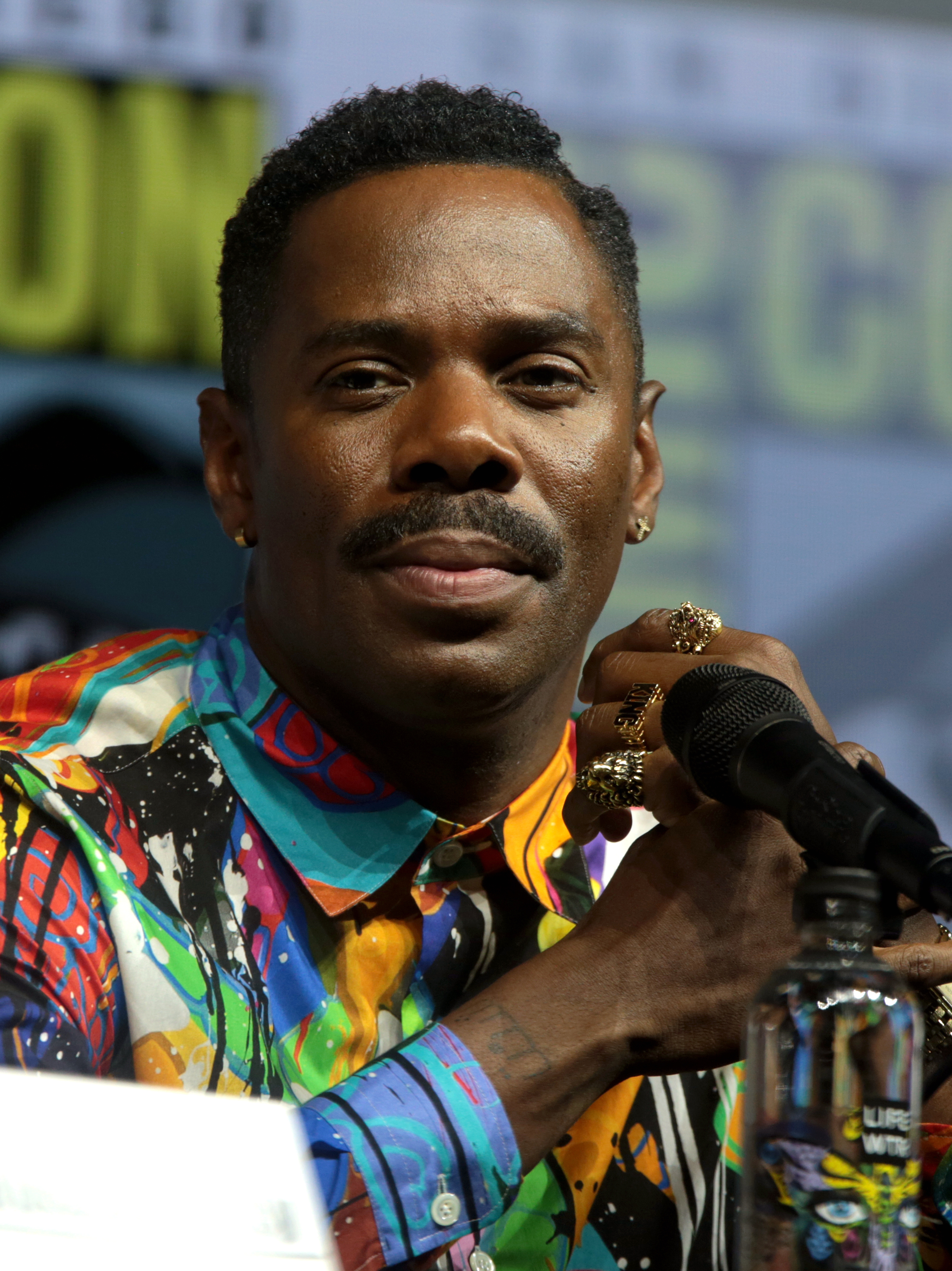
Colman Domingo (* 1969)

- Domingo, Francisco (1842–1920), spanischer Maler
- Domingo, Joaquín (1917–1981), spanischer Karambolagespieler und mehrfacher Welt- und Europameister
- Domingo, Kim (* 1995), philippinische Schauspielerin, Model, und Fernsehmoderatorin
- Domingo, Marcel (1924–2010), französischer Fußballspieler und -trainer
- Domingo, Marcelino (1884–1939), spanischer Journalist und Politiker, Abgeordneter und Minister
- Domingo, Plácido (* 1941), spanischer Opernsänger (Tenor)
- Domingo, René (1928–2013), französischer Fußballspieler
- Domingo, Sheree (* 1989), deutsche Illustratorin, Zeichnerin und Autorin von Graphic Novels
- Domingo-Albert, Delia (* 1942), philippinische Diplomatin und Außenministerin
- Domingos Fernandes, Willians (* 1986), brasilianischer Fußballspieler
- Domingos Zortea, Nélio (* 1963), brasilianischer Geistlicher und römisch-katholischer Bischof von Cruz Alta
- Domingos, Jônatas (* 1982), brasilianischer Fußballspieler
- Domingos, Raul, mosambikanischer Politiker
- Domingos, Wagner (* 1983), brasilianischer Hammerwerfer
- Domingue, John, britischer Informatiker
- Domingue, Louis (* 1992), kanadischer Eishockeytorwart
- Domingue, Michel (1813–1877), Präsident von Haiti
- Domingue, Paule (* 1969), seychellische Schachspielerin und -funktionärin
- Domingues de Oliveira, Joaquim (1878–1967), portugiesischer Geistlicher, Erzbischof von Florianópolis
- Domingues, Adauto (* 1961), brasilianischer Hindernis-, Mittelstrecken- und Langstreckenläufer
- Domingues, Adelina (1888–2002), kap-verdisch-amerikanische Supercentenarian
- Domingues, Afonso († 1402), portugiesischer Baumeister
- Dominguès, Brandon (* 2000), französisch-portugiesischer Fußballspieler
- Domingues, Dario (1954–2000), argentinischer Weltmusikkünstler (Gesang, Flöten, Songwriting)
- Domingues, João (* 1993), portugiesischer Tennisspieler
- Domingues, Leandro (1983–2025), brasilianischer Fußballspieler
- Domingues, Maurício Rodrigues Alves (* 1978), brasilianischer Fußballspieler
- Domingues, Mika (* 1991), portugiesischer Fußballspieler
- Domingues, Milene (* 1979), brasilianische Fußballspielerin
- Domínguez Calvo, Estefanía (* 1984), spanische Triathletin
- Domínguez Cámpora, Alberto (1895–1970), uruguayischer Politiker
- Domínguez Collado, Deborah (* 2005), guatemaltekische Tennisspielerin
- Domínguez Couttolenc, Oscar Roberto (* 1956), mexikanischer römisch-katholischer Ordensgeistlicher, Erzbischof von Tulancingo
- Domínguez Escoto, Alejandro (* 1961), mexikanischer Fußballspieler
- Domínguez Lamas, Juan (* 1990), spanischer Fußballspieler
- Domínguez Lino, Lourdes (* 1981), spanische Tennisspielerin
- Domínguez Luis, Cecilia (* 1948), spanische Dichterin und Schriftstellerin
- Domínguez Martínez, Eloy Ricardo (* 1977), kubanischer römisch-katholischer Geistlicher, Weihbischof in San Cristóbal de la Habana
- Domínguez Muñoz, Agustín (1932–2010), spanischer Fußballfunktionär
- Domínguez Ortiz, Antonio (1909–2003), spanischer Historiker
- Domínguez Reboiras, Fernando (* 1943), spanischer katholischer Theologe und Historiker
- Domínguez Sánchez, Manuel (1840–1906), spanischer Maler und Illustrator
- Domínguez Vázquez, María José (* 1972), spanische Germanistin
- Domínguez y Gómez, Clemente (1946–2005), spanischer Geistlicher, Oberhaupt der Palmarianisch-Katholischen Kirche
- Domínguez, Adolfo (* 1950), spanischer Unternehmer und Modeschöpfer
- Domínguez, Alejandro Damián (* 1981), argentinischer Fußballspieler
- Domínguez, Alexander (* 1987), ecuadorianischer Fußballtorhüter
- Domínguez, Alfonso (1916–1973), chilenischer Fußballspieler
- Domínguez, Alfonso (* 1965), uruguayischer Fußballspieler
- Domínguez, Álvaro (* 1981), kolumbianischer Fußballspieler
- Domínguez, Álvaro (* 1989), spanischer Fußballspieler
- Domínguez, Ana Lucía (* 1983), kolumbianische Schauspielerin und ModellAna Lucía Domínguez (* 1983)

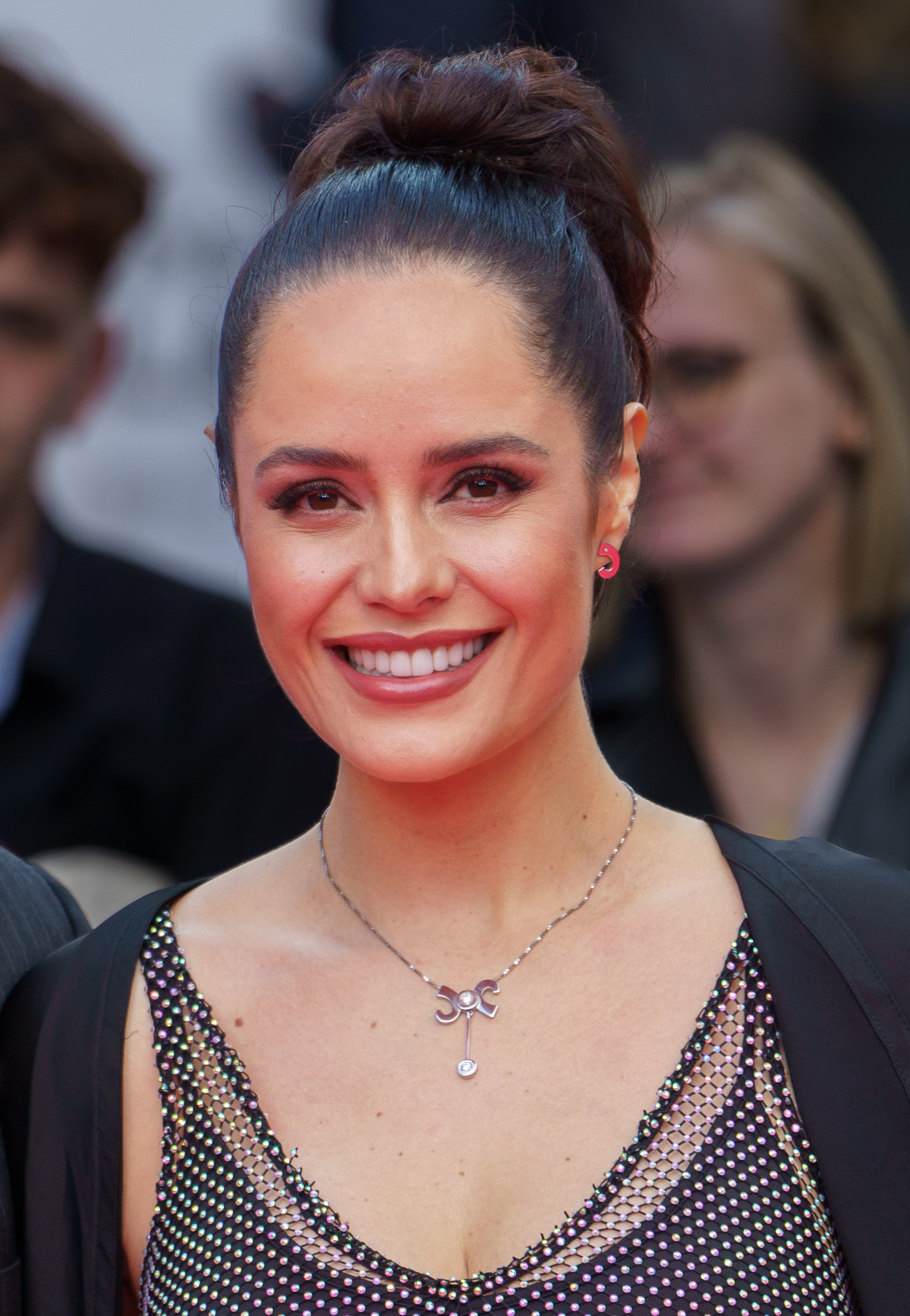
Ana Lucía Domínguez (* 1983)

- Domínguez, Ángel (1918–1974), argentinischer Bandoneonist, Bandleader, Arrangeur und Tangokomponist
- Domínguez, Aurelio (1896–1971), chilenischer Fußballspieler
- Domínguez, Carlos María (* 1955), argentinischer Schriftsteller
- Domínguez, Carlos María (* 1965), argentinischer römisch-katholischer Ordensgeistlicher und emeritierter Bischof von San Rafael
- Domínguez, Cecilia (* 1981), argentinische Biathletin
- Domínguez, Cecilio Vega (1913–1936), spanischer Oblate der Makellosen Jungfrau Maria, Märtyrer
- Domínguez, Chano (* 1960), spanischer Jazzpianist
- Domínguez, Diego (* 1966), argentinischer und italienischer Rugby-Union-Spieler
- Domínguez, Diego (* 1991), spanischer Schauspieler und SängerDiego Domínguez (* 1991)

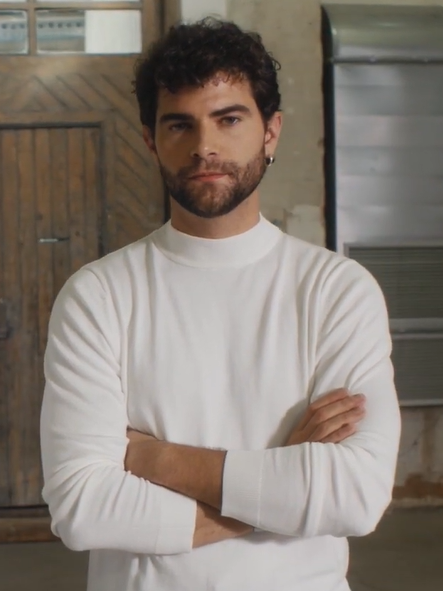
Diego Domínguez (* 1991)

- Domínguez, Diego (* 2003), spanischer Kanute
- Domínguez, Diógenes (* 1902), paraguayischer Fußballspieler
- Domínguez, Ernesto (* 1955), mexikanischer Poolbillardspieler
- Domínguez, Gonzalo (* 1925), chilenischer Skirennläufer
- Domínguez, Gustavo (* 1980), spanischer Radrennfahrer
- Domínguez, Iván (* 1976), kubanischer Radrennfahrer
- Domínguez, Jorge (* 1959), argentinischer Fußballspieler
- Dominguez, José (* 1974), portugiesischer Fußballspieler
- Domínguez, Juan (* 1986), kolumbianischer Fußballspieler
- Domínguez, Juan Carlos (* 1971), spanischer Radrennfahrer
- Domínguez, Julio (* 1987), mexikanischer Fußballspieler
- Domínguez, Ladislao, mexikanischer Fußballspieler
- Domínguez, Leinier (* 1983), kubanisch-US-amerikanischer Schachmeister
- Domínguez, Lucas (* 1989), chilenischer Fußballspieler
- Domínguez, Luciano (* 1995), uruguayischer Fußballspieler
- Domínguez, Luis (1819–1898), argentinischer Politiker, Diplomat und Schriftsteller
- Domínguez, Manuel Jorge (* 1962), spanischer Radrennfahrer
- Domínguez, Marcelo (* 1970), argentinischer Boxer
- Domínguez, María (1882–1936), spanische Journalistin und republikanische Politikerin, Sozialistin und Feministin
- Domínguez, Maribel (* 1978), mexikanische Fußballspielerin
- Domínguez, Mario (* 1975), mexikanischer Autorennfahrer
- Domínguez, Marta (* 1975), spanische Langstrecken- und HindernisläuferinMarta Domínguez (* 1975)

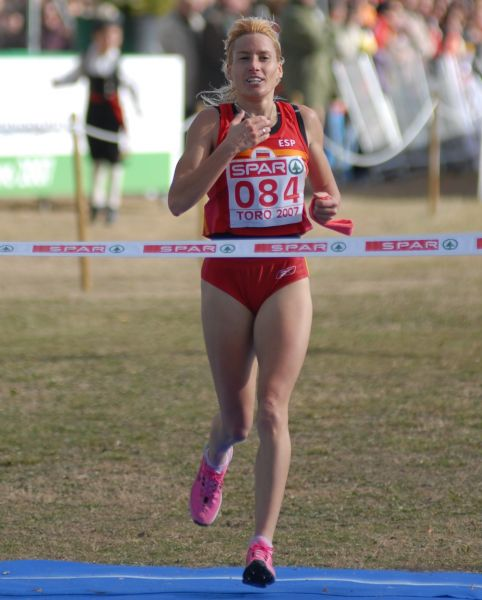
Marta Domínguez (* 1975)

- Domínguez, Marta (* 2001), spanische Squashspielerin
- Dominguez, Maxime (* 1996), Schweizer Fußballspieler
- Domínguez, Miguel (1756–1830), mexikanischer Politiker
- Domínguez, Nicolás (* 1998), argentinischer Fußballspieler
- Domínguez, Oralia (1925–2013), mexikanische Opernsängerin (Mezzosopran, Alt)
- Domínguez, Óscar (1906–1958), spanischer Maler
- Domínguez, Óscar (* 1985), US-amerikanischer Poolbillardspieler
- Dominguez, Patrice (1950–2015), französischer Tennisspieler
- Domínguez, Rogelio (1931–2004), argentinischer Fußballtorhüter
- Domínguez, Sergio (* 1979), spanischer Straßenradrennfahrer
- Dominguez, Virginia Rosa (* 1952), US-amerikanische Anthropologin
- Dominguez, Wade (1966–1998), US-amerikanischer Schauspieler
- Domínguez, Yulieth (* 1993), kolumbianische Fußballspielerin
- Domínguez-Nieto, Carlos (* 1972), spanischer Dirigent
- Dominguín, Luis Miguel (1926–1996), spanischer Torero und MatadorLuis Miguel Dominguín (1926–1996)

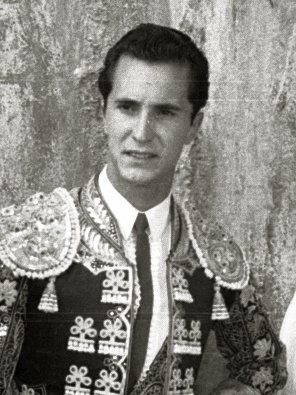
Luis Miguel Dominguín (1926–1996)

- Dominiak, Bartosz (* 1976), polnischer Politiker
- Dominiak, Jo Marie (* 1996), deutsche Sängerin und Songwriterin
- Dominic Tan (* 1997), malaysischer Fußballspieler
- Dominica, christliche Märtyrerin
- Dominicé, Max (1901–1975), Schweizer evangelischer Geistlicher
- Dominichi, Jorge (1947–1998), argentinischer Fußballspieler und -trainer
- Dominici, Antonio (1737–1794), italienischer Maler
- Dominici, Arturo (1916–1992), italienischer Film- und Theaterschauspieler
- Dominici, Eva De (* 1995), argentinische Filmschauspielerin und ModelEva De Dominici (* 1995)

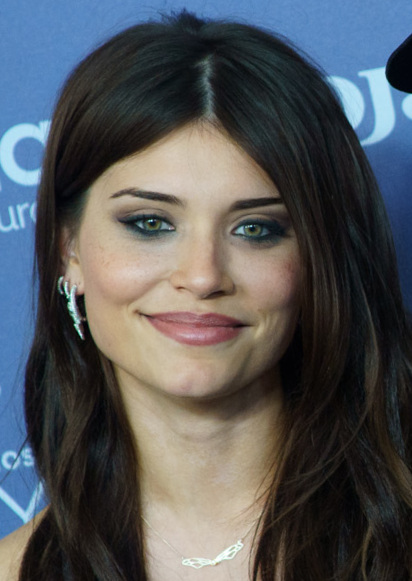
Eva De Dominici (* 1995)

- Dominici, Gaston (1877–1965), französischer Weinbauer und dreifacher Mörder
- Dominici, Giovanni († 1419), italienischer Dominikaner und Kardinal, Seliger
- Dominici, Lili (1894–1939), deutsch-italienische Stummfilmschauspielerin
- Dominici, Maria de (1645–1703), maltesische Malerin, Bildhauerin und Karmelitinnen-Terziarin
- Dominicis, Cyrano de (1927–2017), französischer theoretischer Physiker
- Dominick, Frederick H. (1877–1960), US-amerikanischer Politiker
- Dominick, Peter H. (1915–1981), US-amerikanischer Politiker (Republikanische Partei)
- Dominicus, fränkischer Geistlicher und Missionar
- Dominicus, erster Erzbischof von Gran
- Dominicus a Jesu Maria (1559–1630), spanischer Karmelit
- Dominicus Leo, Magister militum von Venedig
- Dominicus Nanus Mirabellius, Kleriker, Mediziner, Jurist, Humanist
- Dominicus, Alexander (1873–1945), deutscher Jurist, Verwaltungsbeamter und Politiker (DDP)
- Dominik, Andrew (* 1967), australischer Regisseur
- Dominik, Friedrich (1829–1891), deutscher Tierarzt
- Dominik, Hans (1870–1910), deutscher Offizier der Kaiserlichen Schutztruppe für Kamerun und langjähriger Leiter der Station Jaunde
- Dominik, Hans (1872–1945), deutscher Autor, Journalist, IngenieurHans Dominik (1872–1945)

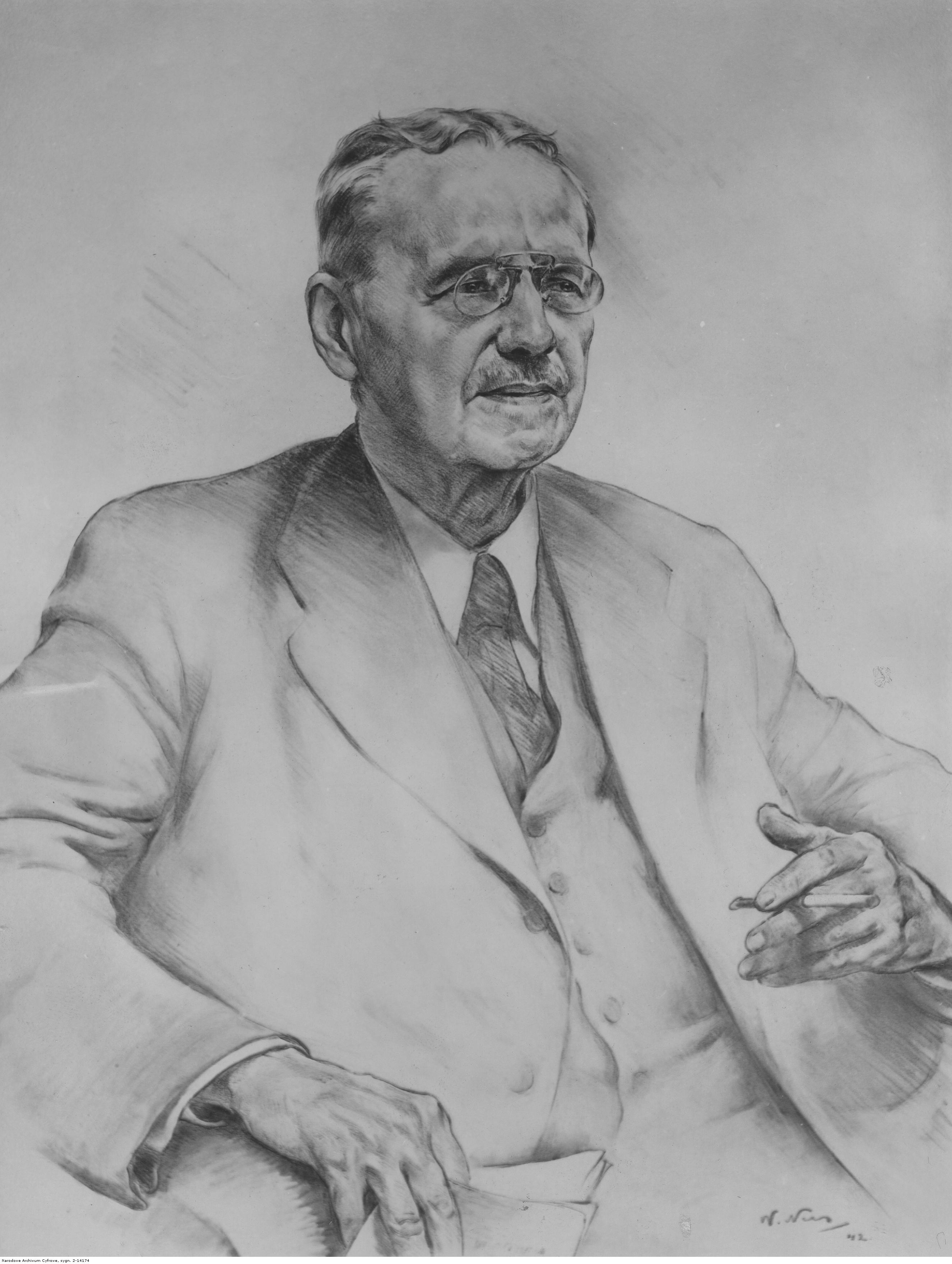
Hans Dominik (1872–1945)

- Dominik, Hans (1906–1980), deutscher Marineoffizier
- Dominik, Herbert (* 1902), deutscher Ingenieur
- Dominik, Hugo (1871–1933), deutscher Vizeadmiral der Reichsmarine
- Dominik, Jacek (* 1969), polnischer EU-Beamter
- Dominik, Jerzy (* 1964), polnischer Eisschnellläufer
- Dominik, Thorsten (* 1977), deutscher Ringer
- Dominiković, Davor (* 1978), kroatischer Handballspieler und -trainer
- Dominikovic, Evie (* 1980), australische Tennisspielerin
- Dominikus († 1221), Gründer des Predigerordens der DominikanerDominikus († 1221)

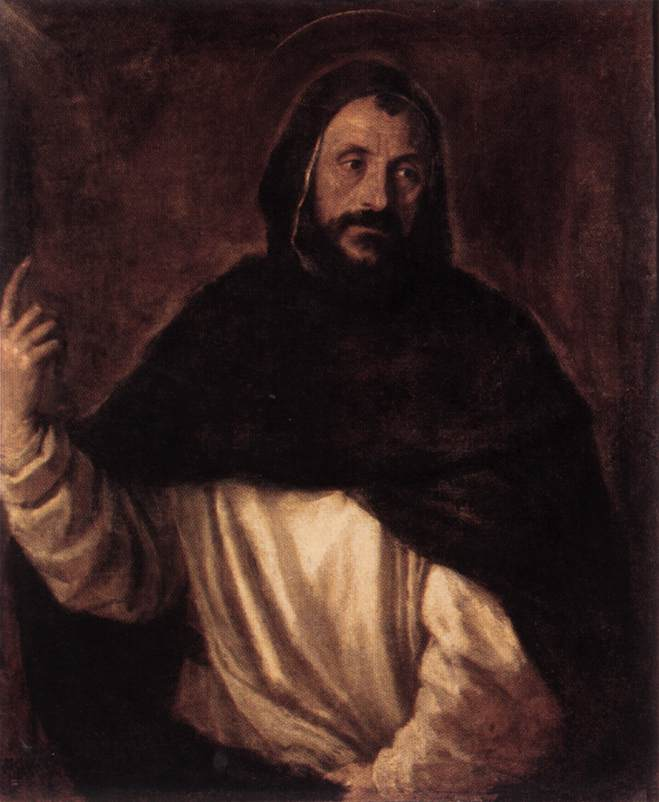
Dominikus († 1221)

- Dominikus von Preußen († 1460), deutscher Kartäusermönch
- Dominikus von Silos († 1073), spanischer Benediktiner, Heiliger der Katholischen Kirche
- Dominikus von Sora (951–1031), Benediktinermönch, Eremit, Wanderprediger und Klostergründer
- Dominioni, Manuela (* 1990), Schweizer Unihockeyspielerin
- Dominique, Name oder das Pseudonym eines französischen Regisseurs
- Dominique, Natty (1896–1982), amerikanischer Jazz-Trompeter
- Dominique, Ronald Joseph (* 1964), US-amerikanischer Serienmörder
- Dominis, John (1921–2013), US-amerikanischer Dokumentarfotograf, Kriegsberichterstatter und Fotojournalist
- Dominis, Markantun de (1560–1624), kroatischer Theologe und Wissenschaftler
- Dominissini, Loris (1961–2021), italienischer Fußballspieler und -trainer
- Dominke, Vera (* 1953), deutsche Politikerin (CDU), MdB
- Dominković, Filip (* 2002), slowenischer Leichtathlet
- Domino, Fats (1928–2017), US-amerikanischer Bluesmusiker
- Domino, Lauren, US-amerikanische Filmproduzentin und Drehbuchautorin
- Dominok, Gottfried (1932–2010), deutscher Pathologe und Hochschullehrer
- Domis, griechischer Bildhauer
- Domitia († 59), Tante des Kaisers Nero
- Domitia Calvina, römische Adelige
- Domitia Decidiana, Gattin des Gnaeus Iulius Agricola
- Domitia Faustina (* 147), Tochter Mark Aurels und der jüngeren Faustina
- Domitia Lepida († 54), Schwiegermutter des Kaisers Claudius
- Domitia Longina, römische Matrona
- Domitia Lucilla die Jüngere, Mutter des römischen Kaisers Mark Aurel
- Domitia Paulina, Schwester Hadrians
- Domitia Paulina die Ältere, Mutter des römischen Kaisers Hadrian
- Domitian (51–96), römischer Kaiser (81–96)Domitian (51–96)

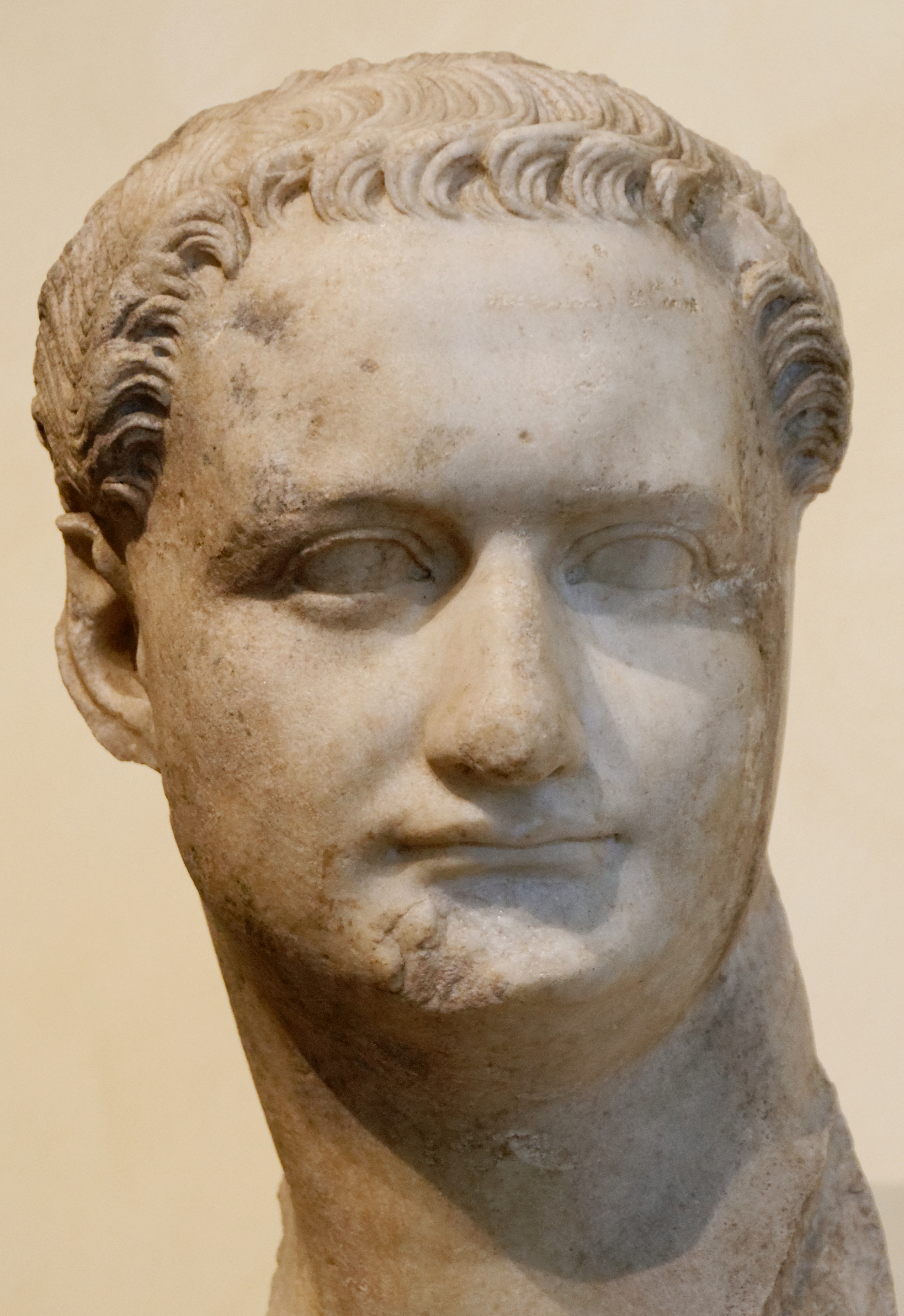
Domitian (51–96)

- Domitian der Jüngere, Adoptivsohn des römischen Kaisers Domitian
- Domitian von Kärnten, Herzog in KarantanienDomitian von Kärnten

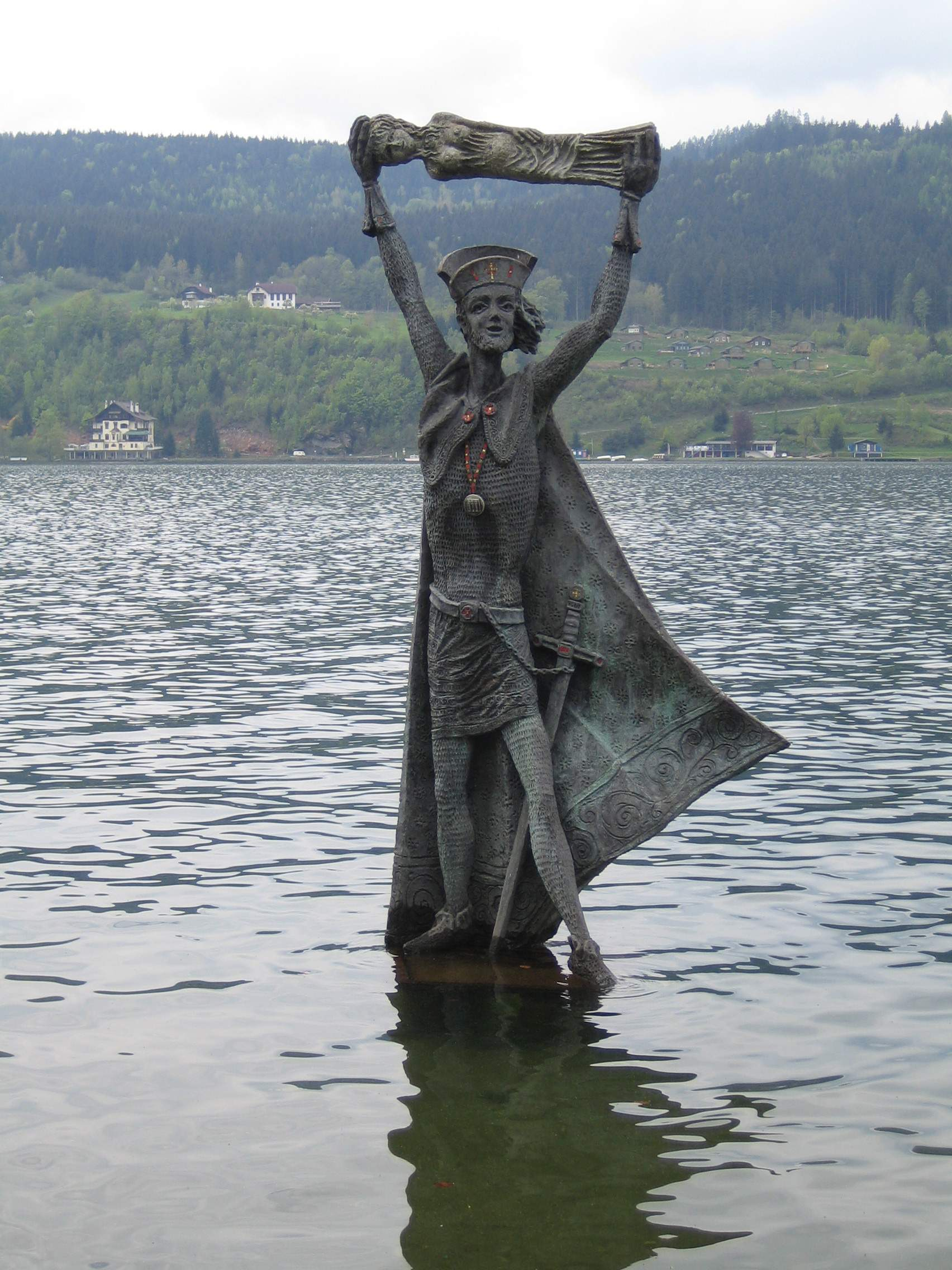
Domitian von Kärnten

- Domitian von Maastricht, Bischof von Tongern, Heiliger
- Domitianus, römischer Beamter und Kaiser des abtrünnigen Imperium Galliarum
- Domitianus († 354), römischer Prätorianerpräfekt
- Domitien, Elisabeth (1925–2005), zentralafrikanische Politikerin, Premierministerin der Zentralafrikanischen Republik
- Domitilla die Ältere, Ehefrau des Kaisers Vespasian
- Domitilla die Jüngere, Tochter des römischen Kaisers Vespasian
- Domitios Kallistratos, griechischer Lokalhistoriker
- Domitius Afer, Gnaeus († 59), römischer Suffektkonsul 39 und Rhetor
- Domitius Ahenobarbus, Gnaeus, römischer Konsul 162 v. Chr.
- Domitius Ahenobarbus, Gnaeus, römischer Konsul 192 v. Chr.
- Domitius Ahenobarbus, Gnaeus, römischer Konsul 122 v. Chr.
- Domitius Ahenobarbus, Gnaeus, römischer Konsul 96 v. Chr.
- Domitius Ahenobarbus, Gnaeus († 31 v. Chr.), römischer Politiker und Heerführer der späten Republik
- Domitius Ahenobarbus, Gnaeus, römischer Politiker der frühen Kaiserzeit, Vater Neros
- Domitius Ahenobarbus, Lucius († 82 v. Chr.), römischer Konsul 94 v. Chr.
- Domitius Ahenobarbus, Lucius (98 v. Chr.–48 v. Chr.), römischer Politiker; Konsul 54 v. Chr.
- Domitius Ahenobarbus, Lucius († 25), römischer Politiker der augusteischen Zeit, Konsul 16 v. Chr.
- Domitius Alexander, Statthalter von Africa, römischer Gegenkaiser
- Domitius Apollinaris, Lucius, römischer Suffektkonsul (97)
- Domitius Calvinus Maximus, Gnaeus, römischer Konsul 283 v. Chr.
- Domitius Calvinus, Gnaeus, römischer Senator und Feldherr
- Domitius Corbulo, Gnaeus, römischer Offizier (Kaiserzeit)
- Domitius Corbulo, Gnaeus († 67), römischer GeneralGnaeus Domitius Corbulo († 67)

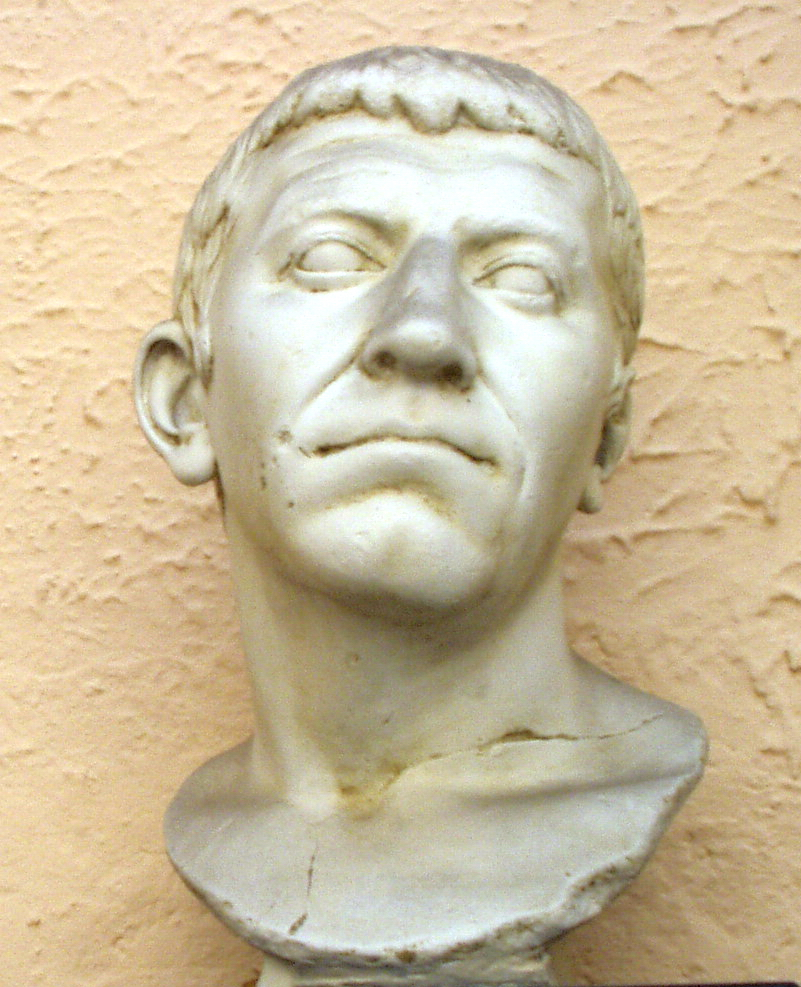
Gnaeus Domitius Corbulo († 67)

- Domitius Cosconianus, Titus, Angehöriger des römischen Ritterstandes (Kaiserzeit)
- Domitius Dexter, Gaius, römischer Konsul 196
- Domitius Domitianus, Lucius († 298), römischer Gegenkaiser
- Domitius Epictetus, römischer Offizier (Kaiserzeit)
- Domitius Gallicanus Papinianus, Lucius, Suffektkonsul
- Domitius Hieron, Titus, römischer Offizier (Kaiserzeit)
- Domitius Honoratus, römischer Offizier (Kaiserzeit)
- Domitius Iustinus, Marcus, römischer Offizier (Kaiserzeit)
- Domitius Modestus, römischer Prätorianerpräfekt und Konsul
- Domitius Philippus, Gnaeus, römischer Verwaltungsbeamter und de-facto-Präfekt von Ägypten (240/241–241)
- Domitius Polygnos, Marcus, antiker römischer Toreut/Silberschmied
- Domitius Proculus, Lucius, römischer Offizier (Kaiserzeit)
- Domitius Rogatus, Lucius, römischer Offizier (Kaiserzeit)
- Domitius Tullus, Gnaeus, römischer Senator und Konsul 98
- Domitius Valerianus, Marcus, römischer Statthalter
- Domitius Victor, Quintus, römischer Offizier (Kaiserzeit)
- Domitrovitsch, Josef (1893–1962), ungarischer Ordensgeistlicher und römisch-katholischer Bischof in Brasilien
- Domiziana (* 1997), deutsch-italienische Popsängerin
- Domizlaff, Georg (1854–1937), Präsident der Oberpostdirektion Leipzig
- Domizlaff, Hans (1892–1971), deutscher Graphiker, Werbepsychologe und Schriftsteller
- Domizlaff, Helmuth (1902–1983), deutscher Antiquar
- Domizlaff, Hildegard (1898–1987), deutsche Bildhauerin, Holzschnitt- und Schmuckkünstlerin
- Domizlaff, Karl (1859–1915), deutscher Jurist, Versicherungsmanager und Autor
- Domizlaff, Svante (* 1950), deutscher Publizist und Segler
- Domizzi, Cristian (* 1969), argentinischer Fußballspieler
- Domizzi, Maurizio (* 1980), italienischer Fußballspieler

### Domj
- Domján, Edit (1932–1972), ungarische Schauspielerin
- Domjan, Raphaël (* 1972), Schweizer Solarenergiepionier
- Domjan, Veronika (* 1996), slowenische Diskuswerferin

### Domk
- Domka, Margaret (* 1979), US-amerikanische Fußballschiedsrichterin
- Domke, Bruno (1876–1962), deutscher Farmer, Großwildjäger, Kaffeepflanzer, Hotelier und Gutsbesitzer
- Domke, Carl (1889–1962), deutscher Widerstandskämpfer gegen den Nationalsozialismus
- Domke, Christian (* 1978), deutscher Hockeyspieler
- Domke, Dieter (* 1987), deutscher Badmintonspieler
- Domke, Elli (1888–1975), deutsche Widerstandskämpferin gegen den Nationalsozialismus
- Domke, Erich (1885–1959), deutscher Töpfermeister und Widerstandskämpfer gegen den Nationalsozialismus
- Domke, Ernst (1882–1945), deutscher Politiker (SPD)
- Domke, Helmut (1914–1986), deutscher Schriftsteller und Feuilletonist
- Domke, Helmut (1943–2021), deutscher Astrophysiker und Politiker
- Domke, Klaus (* 1932), deutscher Pfarrer und Politiker (CDU), MdVK
- Domke, Kurt (1914–2018), deutscher Turner
- Domke, Martin (1911–2005), deutscher Maler, Grafiker, Bildhauer, Glasmaler, Kunsthandwerker und Kunstpädagoge
- Domke, Oliver (* 1976), deutscher Hockeyspieler
- Domke, René (* 1972), deutscher Diplom-Finanzwirt und Politiker (FDP)René Domke (* 1972)

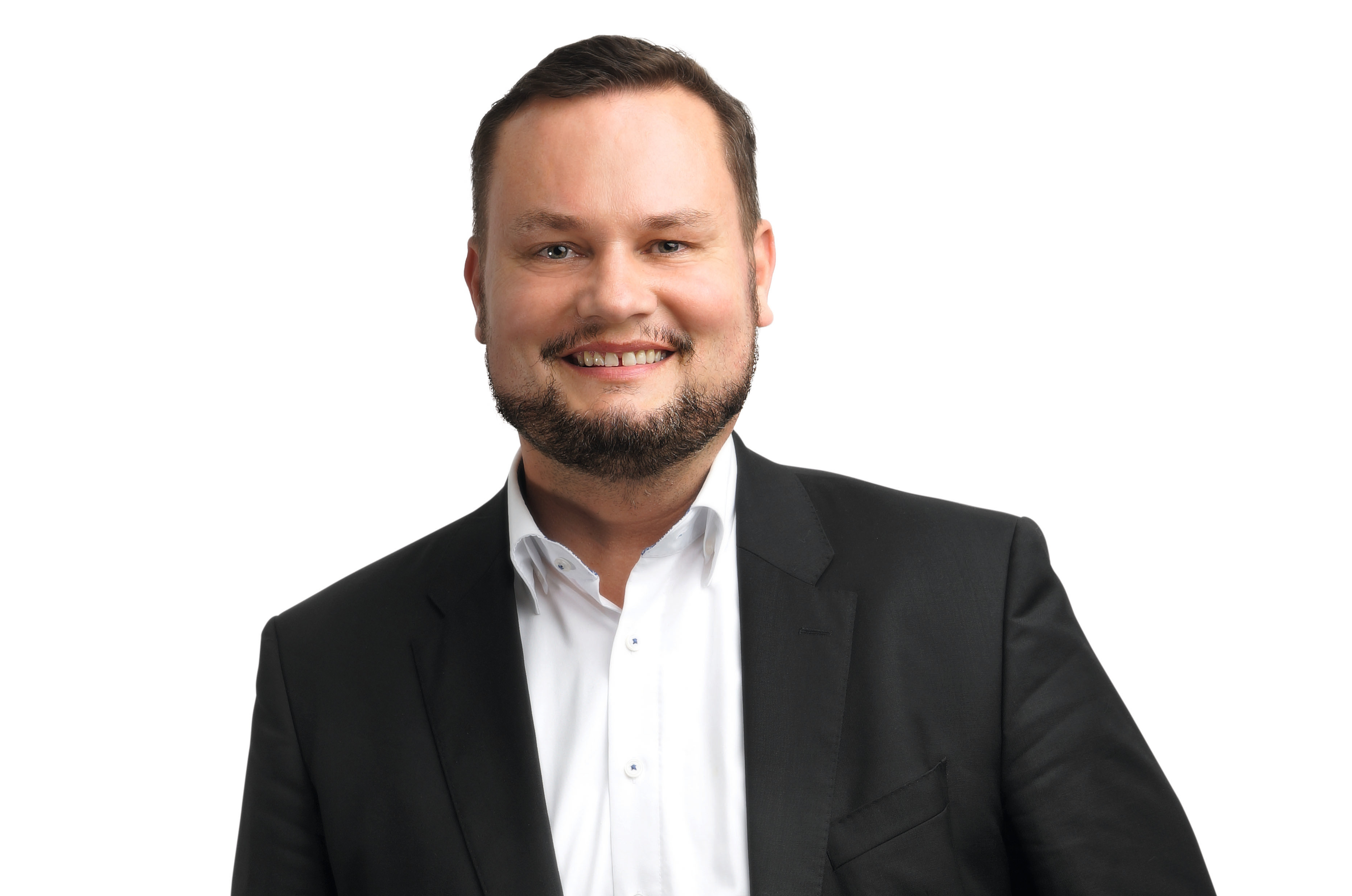
René Domke (* 1972)

- Domke, Sigi (* 1957), deutscher Regisseur und Autor
- Dömken, Carl-Heinz (1929–2011), deutscher Pferdezüchter, Karikaturist, Künstler, Journalist und Autor

### Doml
- Dömling, Norbert (* 1952), deutscher Jazz- und Fusionbassist
- Dömling, Wolfgang (* 1938), deutscher Musikwissenschaftler

### Domm
- Domm, Robert Peter, neuseeländischer Osttimor-Aktivist
- Domm, Rosa (* 1998), deutsche Politikerin (Bündnis 90/Die Grünen)
- Dommanget, Ghislaine (1900–1991), französische Schauspielerin und Fürstin von Monaco
- Dommann, Monika (* 1966), Schweizer Historikerin und Universitätsprofessorin
- Dommartin, Solveig (1961–2007), französische Schauspielerin
- Dommartin, Wary de (1422–1508), französischer römisch-katholischer Geistlicher, erwählter Bischof von Verdun
- Dommasch, Manfred (* 1933), deutscher Fußballspieler
- Dommasch, Marike (* 2006), deutsche Fußballspielerin
- Dommel, Wilhelm (1914–1988), deutscher Architekt, Freizeitpark- und Kino-Betreiber sowie Honorarkonsul
- Dommele, Adam van (* 1984), australischer Fußballspieler
- Dommelen, Caroline van (1874–1957), niederländische Bühnenschauspielerin, Regisseurin, Publizistin und Romanautorin
- Dommen, Arthur J. (1934–2005), US-amerikanischer Journalist und Agrarökonom
- Dommenget, Boris (* 1960), deutscher Gitarrenbauer
- Dommenget, Oliver (* 1966), deutscher Filmregisseur, Kameramann und Drehbuchautor
- Dommer, Arrey von (1828–1905), deutscher Musikhistoriker und Bibliothekar
- Dommer, Elisabeth (* 1951), deutsche Autorin
- Dommergue, Alphonse (1873–1954), französischer Politiker, Mitglied der Nationalversammlung
- Dommerich, Johann Christoph (1723–1767), deutscher Philosoph, lutherischer Theologe und Hochschullehrer
- Dommerich, Jürgen (* 1948), deutscher Skispringer
- Dommering, Jan (1882–1958), niederländischer Billardspieler
- Dommermuth, Judith (* 1976), deutsches Model und Unternehmerin
- Dommermuth, Peter Ewald (1887–1945), Landtagsabgeordneter
- Dommermuth, Ralph (* 1963), deutscher Internet-Unternehmer
- Dommersnes, Liv (1922–2014), norwegische SchauspielerinLiv Dommersnes (1922–2014)

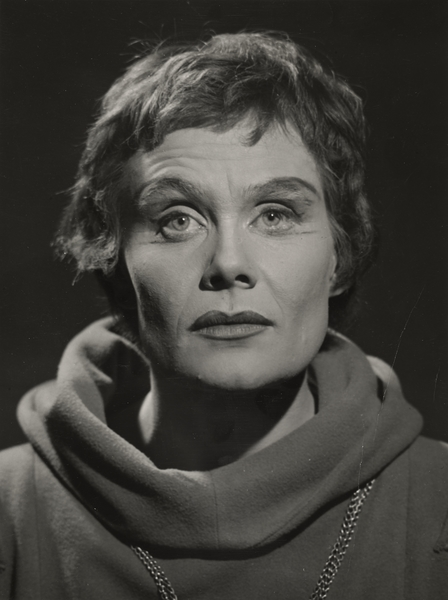
Liv Dommersnes (1922–2014)

- Dommes, August (1824–1899), deutscher Rittergutsbesitzer und Politiker (NLP), MdR
- Dommes, Bernhard (1832–1916), deutscher Landwirt und Politiker
- Dommes, Bernhard (1864–1936), deutscher Schriftsteller
- Dommes, Friedrich Wilhelm (1805–1879), deutscher Arzt, Königlich Hannoverscher Hofmedikus, Geburtshelfer sowie Medizinalrat
- Dommes, Georg Wilhelm (1762–1845), deutscher Jurist, königlich großbritannischer und königlich hannoverscher Kanzleisekretär, Minister, Hof-, Regierungs- und Geheimer Kanzleirat
- Dommes, Wilhelm (1907–1990), deutscher Fregattenkapitän sowie U-Boot-Kommandant im Zweiten Weltkrieg
- Dommes, Wilhelm von (1867–1959), deutscher Generalleutnant, Generalbevollmächtigter des preußischen Königshauses
- Dömming, Johann Martin, deutscher Komponist des Spätbarock
- Dommisch, Icke (* 1987), deutscher Fernsehmoderator und Sportreporter
- Dommisch, Klaus (* 1946), deutscher Chirurg
- Dommisch, Peter (1934–1991), deutscher Schauspieler, Synchronsprecher und Hörspielsprecher

### Domn
- Domna, Julia († 217), Ehefrau des Kaisers Septimius Severus, Mutter der Kaiser Caracalla und GetaJulia Domna († 217)

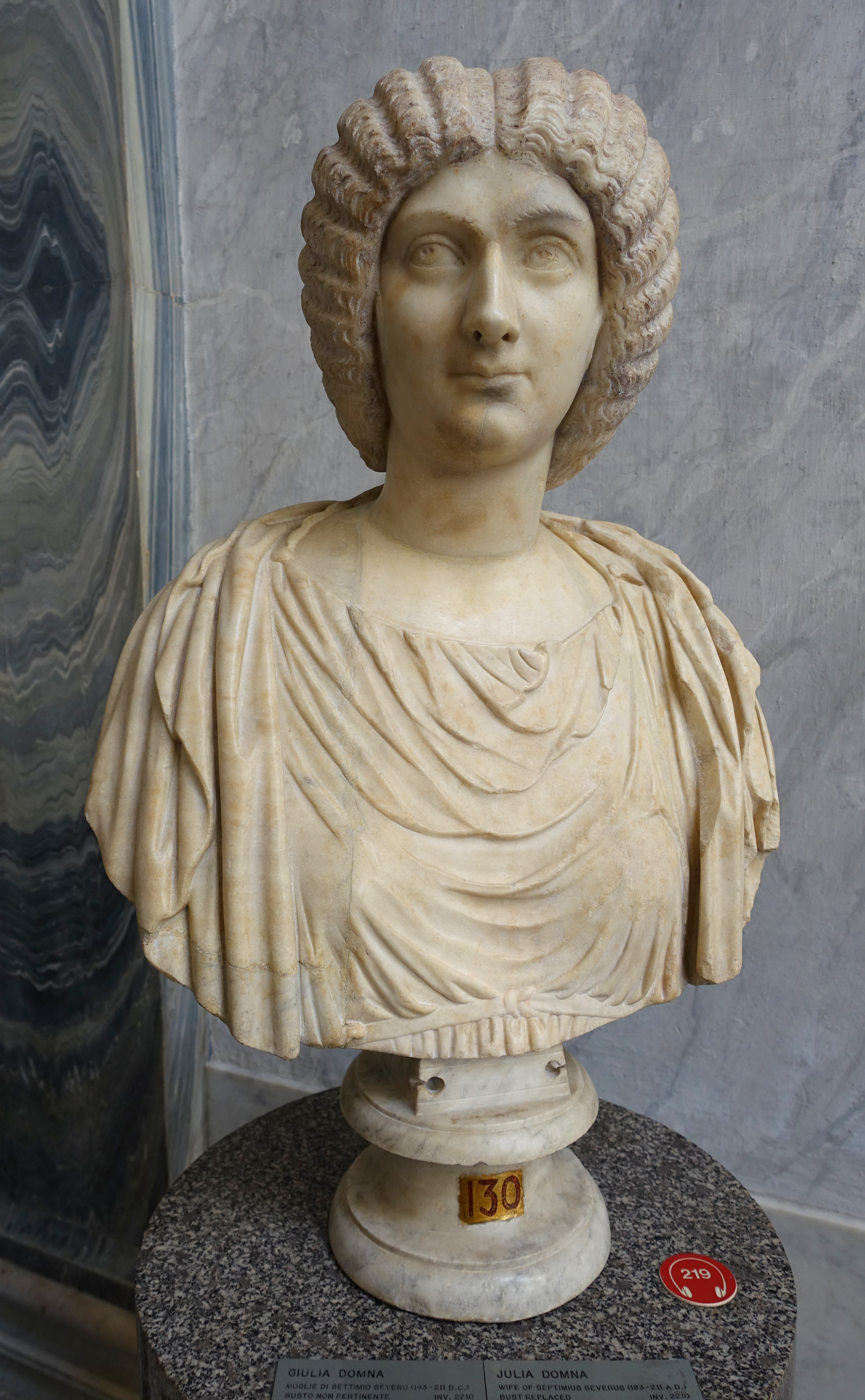
Julia Domna († 217)

- Domnall († 695), König von Dalriada
- Domnall Brecc († 642), König von Dalriada
- Domnall Ua hÉnna († 1098), Bischof von Munster
- Domneck, Friedrich von (1385–1445), kurpfälzischer Rat, Domdekan und Fürstbischof von Worms (1426–1445)
- Domnérus, Arne (1924–2008), schwedischer Jazzsaxophonist
- Domnich, Heinrich (1767–1844), Hornist, Komponist und Musikpädagoge
- Domnick, Hans (1909–1985), deutscher Filmproduzent und Dokumentarfilmer
- Domnick, Ottomar (1907–1989), deutscher Kunstsammler, Mediziner und Autor
- Domnik, Norbert (* 1964), österreichischer Triathlet
- Domnikow, Igor Alexandrowitsch (1959–2000), russischer Journalist
- Domnina von Terni († 269), Jungfrau, Märtyrin und Heilige
- Domnina, Oxana Alexandrowna (* 1984), russische Eiskunstläuferin
- Domninos, spätantiker griechischer Geschichtsschreiber
- Domninos, römischer Diplomat
- Domninos von Larisa, spätantiker Philosoph und Mathematiker
- Domnius von Split († 304), kroatischer Heiliger und Bischof
- Domnus I. († 273), Bischof von Antiochien

### Domo
- Domogała, Adam (* 1993), polnisch-deutscher Eishockeyspieler
- Domogala, Patrick (* 1993), deutscher Leichtathlet
- Domogała, Tomasz (* 1985), polnischer Maschinenbau-Unternehmer
- Domogazki, Grigori Wladimirowitsch (1941–2024), sowjetischer bzw. russischer Physiker
- Domogazki, Wladimir Nikolajewitsch (1876–1939), russisch-sowjetischer Bildhauer und Hochschullehrer
- Domokos, Gábor (* 1961), ungarischer angewandter Mathematiker und Ingenieurwissenschaftler
- Domokos, Johanna (* 1970), rumänisch-ungarische Literatur- und Sprachwissenschaftlerin, Hochschullehrerin sowie mehrsprachige Autorin, Übersetzerin und Literaturvermittlerin
- Domolailai, Apisai (* 1989), fidschianischer Rugbyspieler
- Dömölky-Sákovics, Lídia (* 1936), ungarische Florettfechterin
- Domon, Jean-Siméon (1774–1830), französischer General der Kavallerie
- Domon, Ken (1909–1990), japanischer Fotograf
- Domonkos, Mariann (* 1958), kanadische Tischtennisspielerin
- Domont, Axel (* 1990), französischer Radrennfahrer
- Domont, Chloe (* 1987), US-amerikanische Drehbuchautorin und Filmregisseurin
- Domonyik, Gábor (* 1976), ungarischer Orientierungsläufer und Leichtathlet
- Domoraud, Cyril (* 1971), ivorischer Fußballspieler
- Domoraud, Wilfried (* 1988), französisch-ivorischer Fußballspieler
- Dōmori, Katsutoshi (* 1976), japanischer Fußballspieler
- Domosławski, Artur (* 1967), polnischer Journalist
- Dōmoto, Akiko (* 1932), japanische Politikerin
- Domoto, Hiroto (* 1998), japanischer Fußballspieler
- Dōmoto, Hisao (1928–2013), japanischer Maler
- Dōmoto, Inshō (1891–1975), japanischer Maler
- Dömötör, András (* 1978), ungarischer Theaterregisseur, Schauspieler und Autor
- Dömötör, Mihály (1875–1962), ungarischer Rechtsanwalt und Politiker
- Dömötör, Patrik (* 2000), slowakischer Sprinter
- Dömötör, Zoltán (1935–2019), ungarischer Wasserballer
- Domowtschijski, Waleri (* 1986), bulgarischer Fußballspieler

### Domp
- Dompé, Jean-Luc (* 1995), französischer FußballspielerJean-Luc Dompé (* 1995)

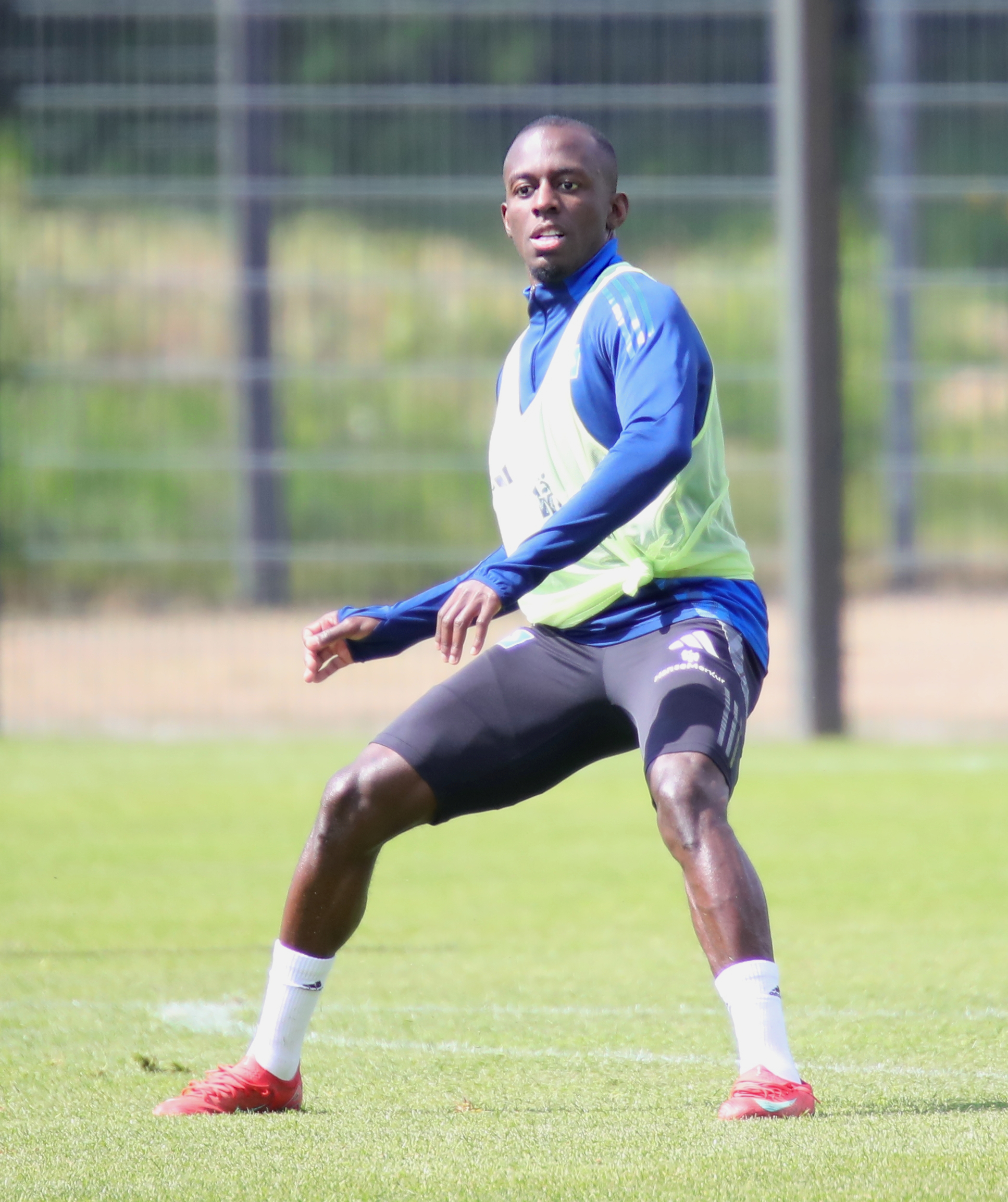
Jean-Luc Dompé (* 1995)

- Dompert, Alfred (1914–1991), deutscher Leichtathlet
- Dompert, Karl (1923–2013), deutscher Automobilkonstrukteur
- Dompierre d’Hornoy, Charles de (1816–1901), französischer Politiker und Admiral
- Dompierre, François (* 1943), kanadischer Komponist
- Dompig, Luciano (* 1987), niederländischer Fußballspieler
- Dompke, Christoph (* 1965), deutscher Comedian, Autor und Damenimitator
- Dömpke, Fred (1907–1985), deutscher Gitarrist und Bandoneon-Spieler
- Dömpke, Gustav (1853–1923), deutscher Musikkritiker
- Dompnier, Bernard (* 1948), französischer Historiker
- Dompnier, Marie (* 1980), französische Schauspielerin
- Dompnig, Heinz († 1490), Breslauer Landeshauptmann
- Dompok, Bernard Giluk (* 1949), malaysischer Politiker, Ministerpräsident von Sabah

### Domr
- Domratschawa, Darja (* 1986), belarussische Biathletin
- Domres, Anja (* 1963), deutsche Politikerin (SPD), MdHB
- Domres, Thomas (* 1970), deutscher Politiker (PDS, Die Linke), MdL
- Domrich, Ottomar (1819–1907), deutscher Mediziner
- Domroes, Eike (1952–2018), deutscher Schauspieler
- Domrös, Manfred (* 1940), deutscher Geograph
- Domröse, Angelica (* 1941), deutsche SchauspielerinAngelica Domröse (* 1941)

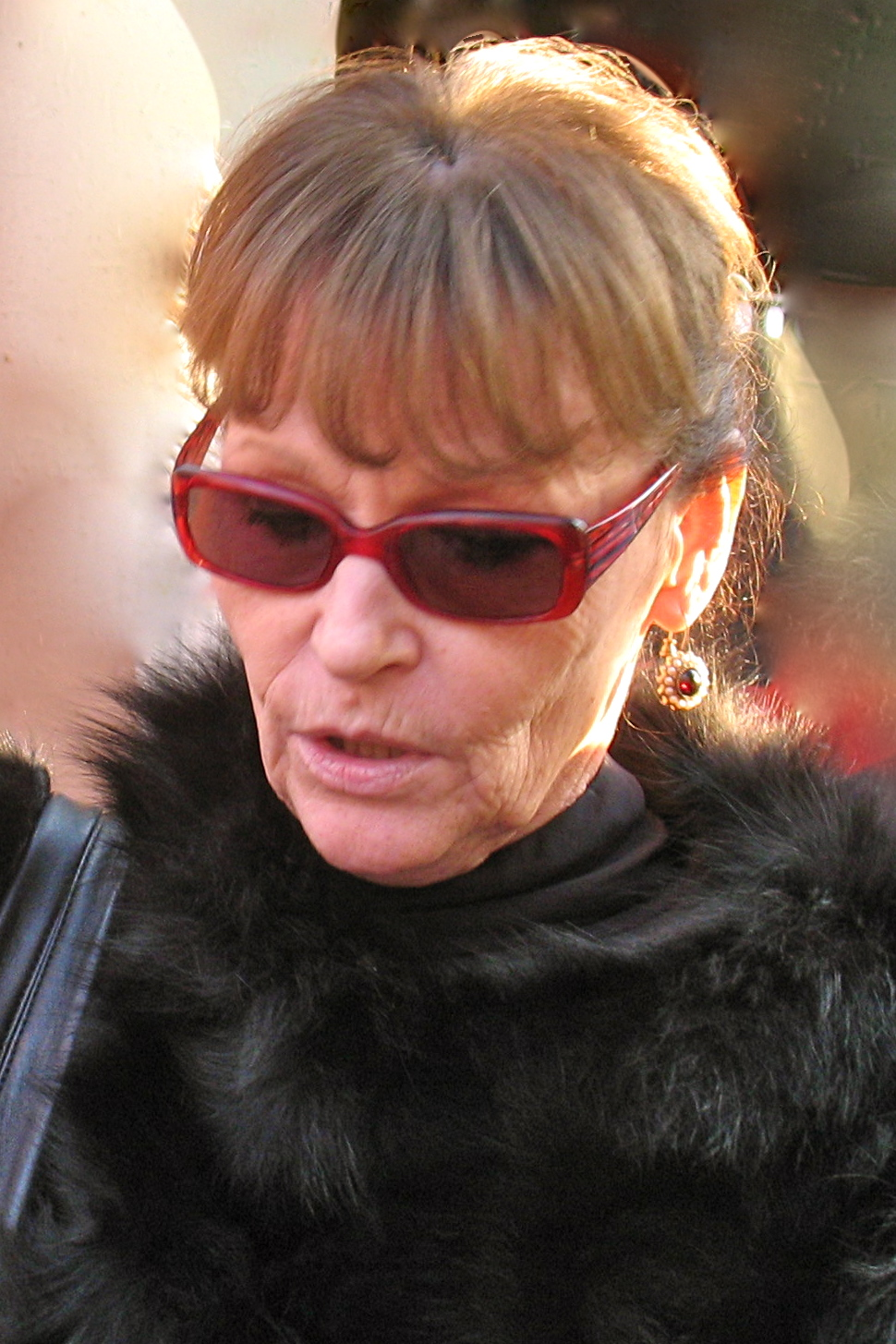
Angelica Domröse (* 1941)

- Domröse, Daniela (* 1982), deutsche Schönheitskönigin
- Domröse, Hans-Lothar (* 1952), deutscher Generalmajor des Heeres der Bundeswehr
- Domröse, Heinz-Wolfgang (* 1946), deutscher Politiker (SPD), MdL
- Domröse, Lothar (1920–2014), deutscher Offizier
- Domröse, Wolfgang (* 1948), deutscher Maler und Graphiker
- Domrow, Tamika (* 1989), australische Synchronschwimmerin

### Doms
- Doms, Andreas (1955–2014), deutscher Hörfunkjournalist
- Doms, Dennis (* 2004), deutscher Schauspieler und Jungdarsteller
- Doms, Herbert (1890–1977), deutscher Moraltheologe
- Doms, Joseph († 1853), deutscher Kaufmann und Tabakindustrieller
- Doms, Julius (1889–1964), deutscher Wirtschaftsjurist und Unternehmer
- Doms, Misia Sophia (* 1980), deutsche Philologin, Literaturhistorikerin und Autorin
- Doms, Rosemarie, deutsche klinische Psychologin und Buchautorin
- Doms, Wilhelm (1868–1957), deutscher Künstler und Schriftsteller
- Domšaitis, Pranas (1880–1965), deutscher Maler
- Domsch, Alwin (1871–1954), deutscher Gutsbesitzer und Politiker (DNVP, CNBL), MdR
- Domsch, Hermann (1871–1945), deutscher Jurist und Präsident der Reichsbahndirektion Dresden
- Domsch, Kurt (1928–1999), deutscher Oberingenieur, leitender Verantwortlicher der evangelischen Kirche in Sachsen und in der DDR
- Domsch, Michel (* 1941), deutscher Wirtschaftswissenschaftler
- Domsch, Sebastian (* 1975), deutscher Anglist
- Domscheidt, Emil (* 1899), deutscher Fußballspieler
- Domscheit, Arthur (1914–2006), deutscher Politiker (CDU), MdBB
- Domscheit, Juliane (* 1988), deutsche Ruderin
- Domscheit-Berg, Anke (* 1968), deutsche Politikerin (Bündnis 90/Die Grünen, Piratenpartei, parteilos) und Autorin
- Domscheit-Berg, Daniel (* 1978), deutscher Sprecher der Whistleblower-Plattform WikiLeaks
- Domschke, Carl (1811–1881), deutscher Maler, Zeichenlehrer und Professor
- Domschke, Günter (1930–2022), deutscher Chemiker
- Domschke, Katharina (* 1978), deutsche Psychiaterin und Hochschullehrerin
- Domschke, Maggy (1958–2014), deutsche Schauspielerin
- Domschke, Wolfgang (* 1944), deutscher Hochschullehrer für Betriebswirtschaftslehre und Operations Research
- Domschke, Wolfram (* 1943), deutscher Internist und Universitätsprofessor
- Domselaar, Daphne van (* 2000), niederländische Fußballtorhüterin
- Domsgen, Michael (* 1967), deutscher evangelischer Theologe und Religionspädagoge
- Domsich, Johannes (* 1960), österreichischer Medienwissenschaftler, Kunsthistoriker, Kulturwissenschaftler, Autor und Unternehmer

### Domt
- Domtendo (* 1993), deutscher Webvideoproduzent und LivestreamerDomtendo (* 1993)

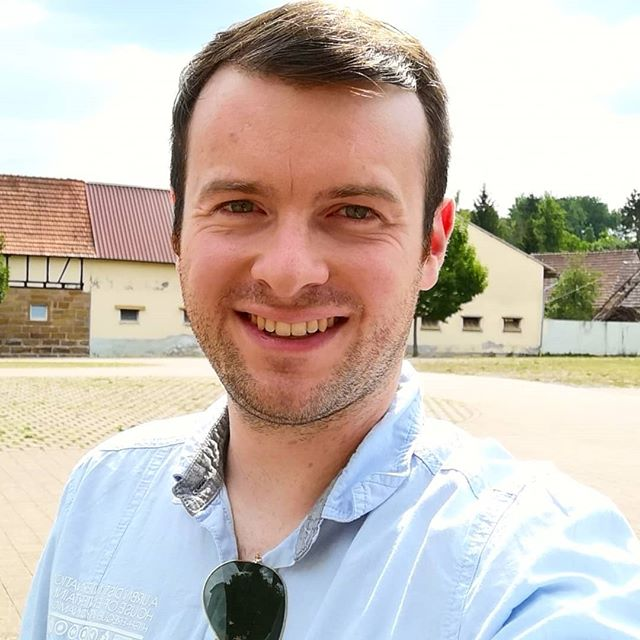
Domtendo (* 1993)

### Domu
- Domuzeti, Enis (* 1991), kosovarischer Fußballspieler

### Domv
- Domvile, Barry (1878–1971), britischer Admiral
- Domvile, Compton Edward (1842–1924), britischer Admiral